# Radar météorologique
Pour les articles homonymes, voir radar (homonymie).
Un radar météorologique est un type de radar utilisé en météorologie pour repérer les précipitations, calculer leur déplacement et déterminer leur type (pluie, neige, grêle, etc.). La structure tridimensionnelle des données obtenues permet également d'inférer les mouvements des précipitations dans les nuages et ainsi de repérer ceux qui pourraient causer des dommages. Enfin, en se servant des précipitations comme traceurs, on peut en déduire la direction radiale et la vitesse des vents dans la basse atmosphère.
Durant la Seconde Guerre mondiale, les opérateurs radars ont remarqué que des échos parasites semblaient venir des précipitations et des techniques furent mises au point pour filtrer ces échos gênants. Cependant, les scientifiques ont rapidement reconnu le potentiel pour la météorologie et dès la fin du conflit, des radars militaires mis à disposition furent utilisés pour la détection des précipitations. Aujourd'hui, les radars météorologiques sont utilisés par les services météorologiques nationaux, les aéroports, les départements de recherche universitaires en météorologie et même les chaînes de télévision dans leurs bulletins d'information quotidiens.
Les données brutes de ces radars peuvent être utilisées pour faire des images ou être traitées par des logiciels spécialisés qui extrapoleront à court terme leur déplacement (prévision immédiate). Leurs informations peuvent même être chargées dans les modèles de prévision numérique du temps afin d'améliorer leur analyse de la situation météorologique, ce qui leur permettra de faire de meilleures prévisions.

## Histoire

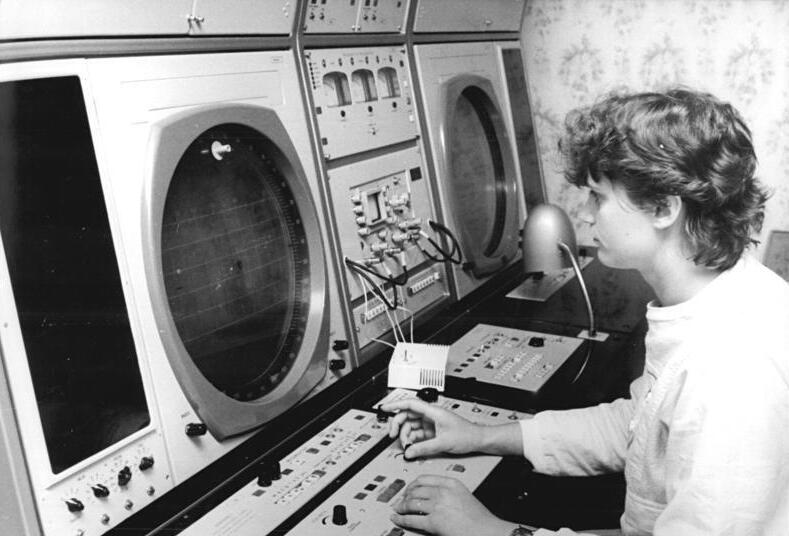
Opérateur radar d'un ancien radar météorologique

En 1864, James Clerk Maxwell décrit les lois de l’électromagnétisme ce qui permet pour la première fois de travailler sur leur source. En 1889, Heinrich Rudolf Hertz montre que les ondes électromagnétiques sont réfléchies par les surfaces métalliques. Dans les premières décennies du XXe siècle, plusieurs inventeurs, scientifiques, et ingénieurs de divers pays ont contribué au développement du radar, juste à temps pour le début de la Seconde Guerre mondiale. Durant le conflit, les opérateurs des radars micro-ondes des armées alliées remarquèrent de la contamination qui s’avéra être des échos venant des précipitations (pluie, neige, etc.). Juste après la guerre, les scientifiques militaires, qui avaient déjà commencé leur recherche sur les phénomènes rapportés, ont continué leur travail tant dans la vie militaire que civile.
Aux États-Unis, David Atlas et Pauline Morrow Austin sont des pionniers de la météorologie radar. Le premier a travaillé pour le groupe de l’armée de l’air, et plus tard, les deux sont passés au Massachusetts Institute of Technology,. Il a participé au développement des premiers radars météorologiques opérationnels. Au Canada, J. Stewart Marshall et R.H. Douglas forment le « Stormy Weather Group » à l’Université McGill de Montréal,. Marshall et son étudiant Walter Palmer sont reconnus pour avoir travaillé sur la distribution du diamètre des gouttes dans les précipitations ce qui a mené à la relation entre la réflectivité (Z), le retour d’intensité des précipitations, et le taux de précipitations (R) au sol communément appelé relation Z-R. En Grande-Bretagne, les recherches se poursuivirent pour relier les signatures des échos aux caractéristiques des précipitations et sur les possibilités qu’offrent les différentes longueurs d'onde entre 1 et 10 centimètres.
Entre 1950 et 1980, les différents services de météorologie à travers le monde construisent des radars météorologiques pour suivre les précipitations par leur réflectivité. D’abord ces radars furent pour usage local dans les grands centres et avec un nombre limité d’angles et provenaient de surplus militaires. Ils étaient opérés en temps réel par les météorologistes qui devaient suivre les échos sur des écrans cathodiques. En 1957, le National Weather Service introduit le WSR-57, leur premier radar conçu exclusivement pour la détection des précipitations. En 1953, Donald Staggs, un ingénieur en électricité travaillant pour le Illinois State Water Survey, est le premier à noter sur les sorties de réflectivité le crochet typique associé à un orage tornadique.
Dans les années 1970, les différents radars commencent à être organisés en réseaux avec un début de standardisation. Les premiers systèmes de capture des images ont été développés. Le nombre d’angles sondés augmente ce qui permet d’obtenir un volume de données en trois dimensions. Les coupes horizontales (CAPPI) et verticales sont développées. On étudie ainsi la structure des orages et autres nuages (entre autres par Isztar Zawadzki). Les groupes de recherche se sont multipliés à travers le monde, en particulier le NSSL aux États-Unis formé en 1964 sous la direction d'Edwin Kessler, et commencent à expérimenter sur la variation de la polarisation du signal radar ainsi que sur l’utilisation de l’effet Doppler-Fizeau. En mai 1973, une tornade a frappé la ville de Union City, juste à l’ouest d'Oklahoma City. Le radar expérimental de longueur d'onde de 10 cm du NSSL a pu pour la première fois noter la vie entière de ce phénomène. Grâce à l'effet Doppler, les chercheurs ont pu voir une rotation, appelée mésocyclone, dans le nuage orageux avant que la tornade ne se forme ce qui a convaincu le National Weather Service que cette nouvelle information serait très important pour la prévision des orages violents.

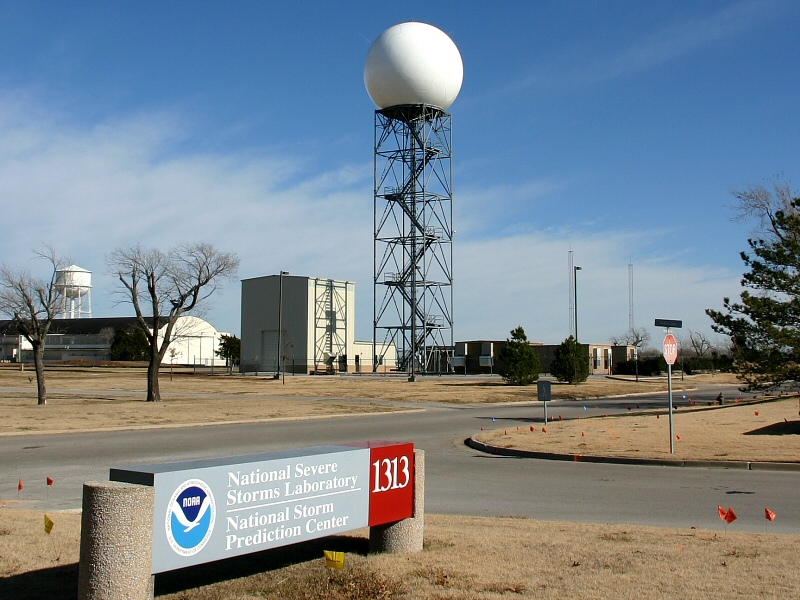
Tour et radôme du WSR-88D de Norman (Oklahoma)

Entre 1980 et 2000, les réseaux de radars météorologiques se généralisent en Amérique du Nord, en Europe, au Japon et dans certains autres pays. Les radars conventionnels sont remplacés par des radars pouvant détecter non seulement l’intensité des précipitations mais également leur vitesse de déplacement (effet Doppler). Aux États-Unis, l’implantation de ces radars de longueur d’onde de 10 cm appelé NEXRAD ou WSR-88D commence en 1988 et se termine au début des années 1990. Au Canada, le premier radar Doppler est celui de King City, au nord de Toronto, en 1985. Il est construit pour tester le concept avec une longueur d'onde de 5 cm. Le second sera celui de 10 cm de l'Université McGill en 1993. Le réseau canadien de radars météorologiques est modernisé au complet à partir de 1998. La France (réseau ARAMIS) et les autres pays européens se convertissent à la fin des années 1990 et après 2000. En Australie, quelques radars de recherche sont construits à la fin des années 1990 et début 2000 mais ce n'est qu'en 2003 qu'un programme pour renouveler le réseau national réserve certains sites pour des radars avec fonction Doppler.
Le développement fulgurant de l’informatique permet de traiter les données radars en temps réel pour faire une multitude de produits directs (CAPPI, PPI, cumul de précipitations, etc.) mais également des algorithmes qui permettent de repérer les précipitations dangereuses (orages, pluie diluvienne, rafales sous les nuages, etc.) et de prévoir à court terme leur déplacement.
Après 2000, les recherches qui ont été effectuées sur la double polarisation du signal radar commencent à trouver des applications pratiques dans la détection du type de précipitations. La France, le Canada, les États-Unis, l’Australie et d’autres ont transformé certains de leurs radars pour utiliser ce concept en mode pré-opérationnel puis rendu opérationnel tout leur réseau,. Des recherches sont en cours depuis 2003 pour utiliser des antennes réseau à commande de phase assemblés en radar tridimensionnel à balayage électronique pour remplacer le sondage mécanique en balayage électronique, donc plus rapide.

## Principes du radar météorologique
À la différence d'un radar à onde continue, un radar météorologique est un radar monostatique à impulsions. Il émet une impulsion de très courte durée de manière périodique. L'intervalle entre deux impulsions est calculé pour une portée donnée du radar. Cela permet de recevoir les échos de retour venant des précipitations avant que l'impulsion suivante ne soit émise. On peut ainsi repérer la position, l'intensité et le déplacement des précipitations.

### Émission

Trajectoire du faisceau radar et volume sondé.

Une impulsion électromagnétique est produite par un oscillateur (magnétron, klystron ou autre) électronique. Les longueurs d'onde plus courtes sont utiles pour les particules plus petites, mais le signal est atténué plus rapidement. Ainsi, un radar de 10 cm (bande S) est préféré, mais est plus cher qu'un système de 5 cm en bande C, pour les précipitations. Le radar météorologique en bande X de 3 cm est utilisé uniquement pour les unités à courte portée, et le radar météorologique en bande Ka de 1 cm est utilisé uniquement pour la recherche sur les phénomènes de fines particules tels que la bruine et le brouillard.
L'impulsion est envoyée à travers un guide d’ondes à une antenne directive. La largeur du faisceau, qui définit la résolution en azimut et en élévation, dépend des caractéristiques de l'antenne, et la durée d’impulsion sinusoïdale simple (de l’ordre de la microseconde), définit la résolution radiale. Il est possible d'utiliser des impulsions compressées qui permettent d'obtenir une meilleure résolution radiale.
Ainsi, une impulsion sonde un volume de l'atmosphère qui augmente avec la distance au radar comme {\displaystyle \scriptstyle hr^{2}\theta ^{2}} (h : largeur de l'impulsion, r la distance au radar et {\displaystyle \theta } l'angle d’ouverture du faisceau). On voit sur l'image de droite le volume qu'occupent deux impulsions parties à des temps différents d'un radar. Cette formule suppose que le faisceau est symétriquement circulaire, "r" est beaucoup plus grand que "h", donc "r" pris au début ou à la fin de l'impulsion est presque le même, et la forme du volume est un presque un cylindre tronqué de profondeur "h".
Avec les dimensions typiques d'un faisceau radar, le volume sondé varie donc de 0,001 km3 près du radar, jusqu'à 1 km3 à 200 km de celui-ci. Il s'agit du « volume radar ».

### Rétrodiffusion et étalonnage
Lorsqu'une impulsion entre dans une zone de précipitations, une petite partie est rétrodiffusée (réfléchie) vers le radar pendant que le reste continue. Ce retour est le total des retours de toutes les gouttes dans le volume sondé et l'équation du radar pour cibles volumiques en régit l'intensité, :
{\displaystyle P_{r}=\left[P_{t}\tau G^{2}\lambda ^{2}\theta ^{2}\right]\left[{\frac {c}{512(\pi ^{2})}}\right]{\frac {\eta }{R^{2}}}={\rm {Constante\ du\ radar}}\times {\frac {\eta }{R^{2}}}}
Où :
- Pt et Pr = Puissance transmise et reçue (watts)
- G = gain de l'antenne émettrice/réceptrice (dBi)
- λ = longueur d'onde du radar (mètres)
- θ = la largeur angulaire du faisceau radar (degrés)
- c = la vitesse de la lumière dans l'air (mètres par seconde)
- η = est la réflectivité des cibles par unité de volume (dBz/m3)
- R = distance cible-radar émetteur (mètres)

Lorsque le volume est rempli de cibles, on obtient une moyenne de leur intensité mais s'il n'est que partiellement rempli, on sous-estimera celle-ci en incluant des zones sans échos. Comme le volume augmente avec la distance, cette sous-estimation deviendra de plus en plus probable. Finalement, quelle que soit l'intensité du retour, il va diminuer inversement à {\displaystyle \scriptstyle R^{2}} ce qui fait qu'on doit normaliser les retours, c'est-à-dire qu'on doit les multiplier par ce facteur pour faire comme s'ils revenaient tous du même endroit.

### Position

Calcul de la hauteur des échos.

Entre chaque impulsion, l'antenne et le circuit électronique sont mis à l’écoute de l’impulsion de retour. On calcule la distance entre le radar et les précipitations par la relation suivante :
{\displaystyle Distance=\left({\frac {c}{n}}\right){\frac {\Delta t}{2}}=c^{\prime }{\frac {\Delta t}{2}}}
Où :
c = vitesse de la lumière dans le vide = 299 792,458 km/s
n = indice de réfraction de l'air ~= 1,0003 mais qui varie avec la température, la pression et la vapeur d'eau contenue dans l’air,.
La distance maximale qu'on peut sonder sans ambiguïté dépend du {\displaystyle \,\Delta t} utilisé entre deux impulsions subséquentes. En effet, la position de tout retour qui arrive d'une première impulsion, après qu'une seconde impulsion est partie, sera mal interprétée comme revenant de cette dernière. En général, on utilise un intervalle d'écoute de l’ordre de 1 milliseconde, soit mille fois la durée de l'impulsion. Cela permet une portée maximale utile d'environ 250 km.
En plus de la distance, on peut calculer la hauteur au-dessus du sol où se trouvent les cibles. Cela se calcule en connaissant l’angle d’élévation du radar et la courbure de la Terre. Il faut également tenir compte de la variation de la densité des couches de l’atmosphère. En effet, le faisceau radar ne se propage pas en ligne droite comme dans le vide mais suit une trajectoire courbe à cause du changement de l’indice de réfraction avec l'altitude.
La formule pour trouver cette hauteur est :
{\displaystyle H=\left({\sqrt {r^{2}+(k_{e}a_{e})^{2}+2rk_{e}a_{e}sin(\theta _{e})}}\right)-k_{e}a_{e}+h_{a}}
Où r = distance, ke = 4/3, ae = rayon de la Terre, θe : angle d’élévation, ha : hauteur du cornet au-dessus de la surface de la Terre.
Résolution
On considère qu'on ne peut résoudre distinctement deux zones de précipitations que si elles sont éloignées de plus de {\displaystyle h/2} en portée et/ou de la moitié de la largeur du faisceau en azimut (voir Compression d'impulsion).

### Stratégie de sondage

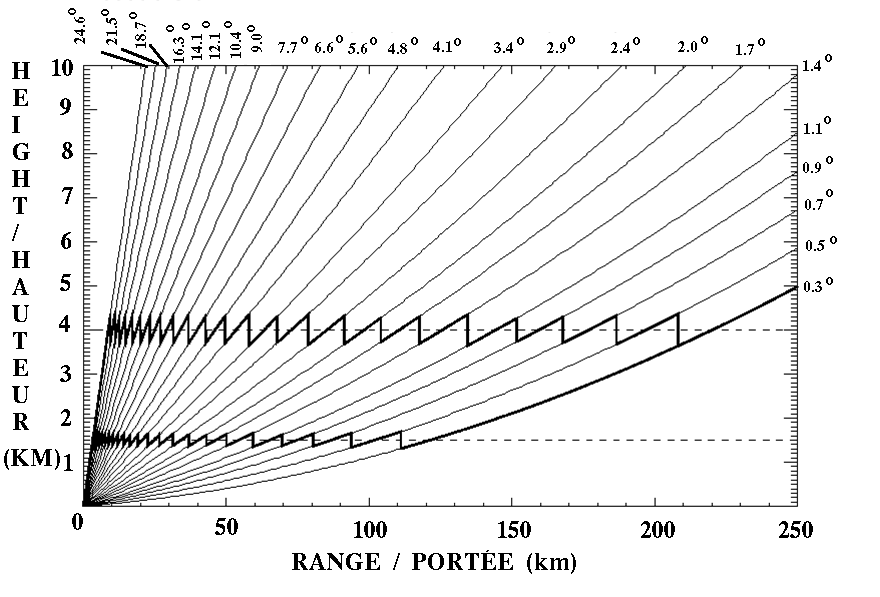
Angles typiquement sondés au Canada. Les lignes en zigzag représentent les données de deux CAPPI à 1,5 et 4 km d'altitude.

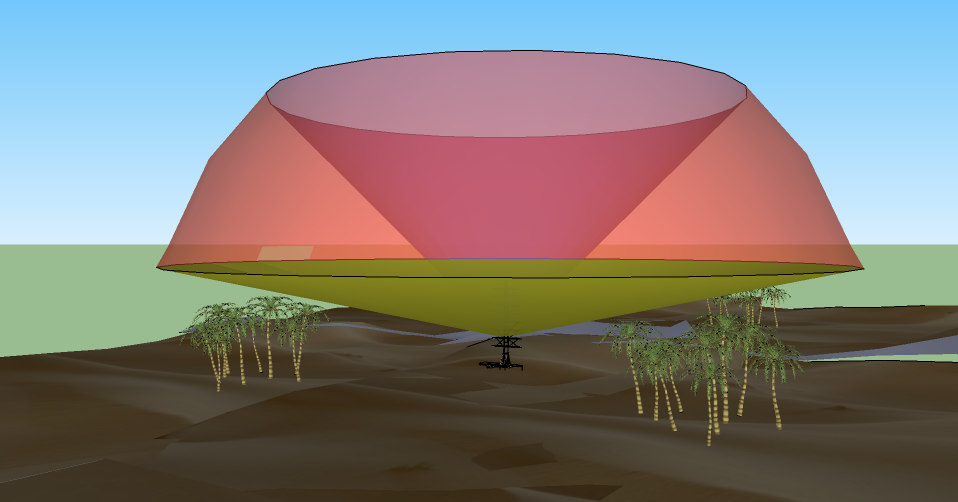
Volume sondé avec plusieurs angles d’élévation

Après avoir effectué une rotation complète à un angle d’élévation donné, l’antenne parabolique sera haussée à un angle supérieur et effectuera une autre rotation. Ce scénario se répétera sur plusieurs angles de telle façon que le radar effectuera un balayage en trois dimensions de l’atmosphère en 5 ou 10 minutes. On aura ainsi une idée des précipitations depuis un niveau près du sol jusqu’à environ 15 à 20 km d’altitude et sur 250 km de distance.
À cause de la courbure de la Terre et du changement d’indice de réfraction de l’air dont nous venons de parler, le sondage ne pourra pas « voir » sous une certaine hauteur qui dépend de la distance au radar et de l’angle minimal utilisé. Il ne pourra également pas « voir » plus près du radar que la trajectoire de l’angle maximal utilisé. La figure à gauche montre la hauteur versus la distance d’une série d’angles typiquement utilisés par un radar météorologique canadien, ces angles vont de 0,3 à 25 degrés. L’image de droite donne un exemple de volume couvert par un sondage à plusieurs angles d'élévation. Le cône vert en bas représente l’angle minimal et le cône rouge au centre, l’angle maximal.
Chaque pays détermine le nombre et les angles d'élévation utilisés selon ses besoins spécifiques. Plusieurs pays utilisent un nombre limité d'angles à relativement bas niveau pour obtenir la meilleure estimation des quantités de pluie tombées alors que les pays où les orages sont prédominants vont augmenter la couverture verticale. Le type de radar, la longueur d'onde et la fréquence de production d'images sont également des facteurs qui dictent le nombre d'angles sondés.

## Types

### Radar conventionnel
Les radars utilisés le plus couramment sont ceux à balayage horizontal dont le principe est expliqué ci-dessus. Il s'agit de radars utilisant une antenne parabolique de grand format (3 à 10 mètres de diamètre) et qui fonctionnent dans les longueurs d'onde les moins atténuées, soit de 5 à 10 cm. Les services météorologiques nationaux opèrent plusieurs radars de ce type dont les données sont traitées individuellement ou en réseau.
Comme la météo est un sujet important, certaines stations de télévision des États-Unis possèdent des radars météorologiques de plus petite taille et utilisant une longueur d'onde de 3 cm. Les météorologistes engagées par ces stations utilisent ces données pour détailler la zone plus restreinte couverte par leur auditoire.

### Radar d'aéroport
Les aéroports ont des besoins très spécifiques en plus de la détection des précipitations. Entre autres, le cisaillement des vents près des pistes est un élément important à connaître pour la sécurité des vols. Certains radars spécialisés sont utilisés à cet effet. Ils sondent également horizontalement mais font moins d'angles d'élévation, à plus haute résolution et plus souvent. Un bon exemple est celui des radars météorologiques d’aéroport TDWR (Terminal Doppler Weather Radar) déployé dans les principaux aéroports américains,.

### Radar mobile

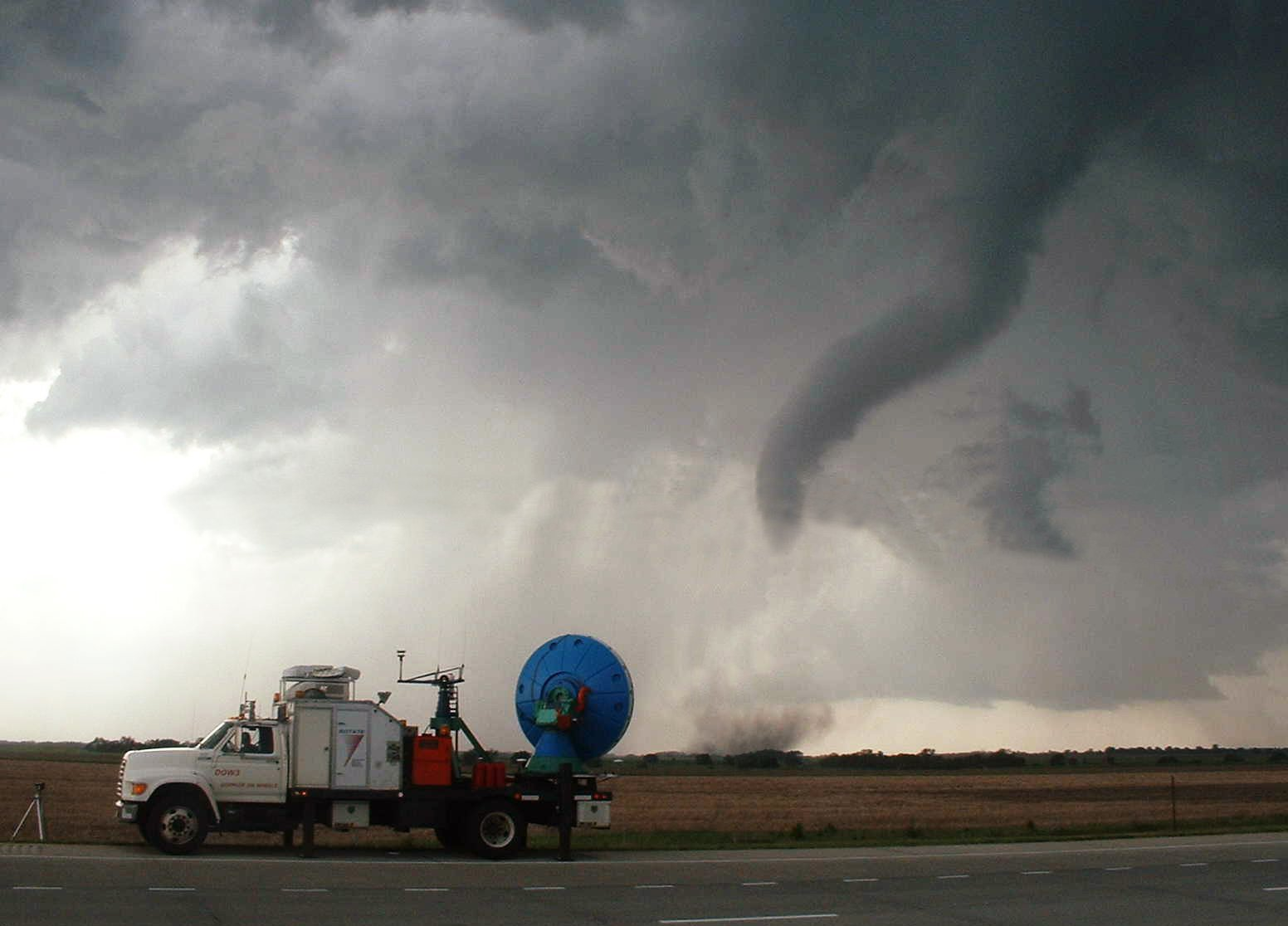
Un Doppler On Wheels observant une tornade près de Attica au Kansas

Plusieurs universités et certains services météorologiques nationaux ont développé des radars qui peuvent être déplacés d'un site à l'autre pour des études sur divers phénomène météorologiques. Certains sont des radars pleine grandeur qui peuvent être démontés et placés à un endroit pour des études de longue haleine. D'autres comportent de plus petites antennes montées sur un camion et qui peuvent suivre la météo, là où elle se produit. C'est le cas du Doppler on Wheels (ou DOW), du Center for Severe Weather Research de Boulder (Colorado), qui sert à la recherche sur la structure des orages violents, des ouragans et les phénomènes météorologiques de fine échelle. Ces radars utilisent une plus petite longueur d'onde pour conserver une bonne résolution.

### Profileur de vents

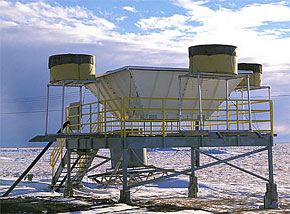
Profileur de vents de 915 MHz aux États-Unis d'Amérique (la boîte centrale), entouré de haut-parleurs d'un RASS

Un profileur de vents est un type de radar monté verticalement utilisé en météorologie pour mesurer la direction et la vitesse des vents en utilisant l'effet Doppler-Fizeau à très grande résolution (typiquement 100 à 200 m à la verticale et moins de 100 m à l’horizontale). Il note la variation de l’indice de réfraction de l’air selon la théorie de la diffusion de Bragg (Loi de Bragg). Cette variation est due aux turbulences de l’air en mouvement par la variation de sa densité. Lorsque l’indice change sur une distance qui correspond à la moitié de la longueur d’onde du radar utilisé, il y a un retour constructif entre les ondes revenant des zones de variation successives.

### Radars à nuages

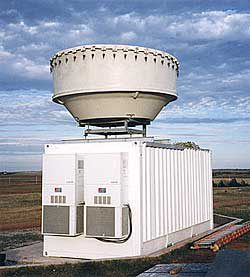
Radar millimétrique du programme de recherche atmosphérique du département de l'Énergie des États-Unis.

Un radar millimétrique de nébulosité est un radar pointé verticalement qui utilise les extrêmes hautes fréquences de l'ordre de 30 à 100 GHz pour sonder les nuages passant au zénith. Il sert à déterminer les caractéristiques des nuages et à en étudier la physique avec une très grande résolution de l'ordre de quelques dizaines de mètres en portée et de 1 à 10 secondes temporellement. Ces radars sont non seulement utilisés en recherche mais quotidiennement dans certains pays par les météorologues pour suivre le temps.

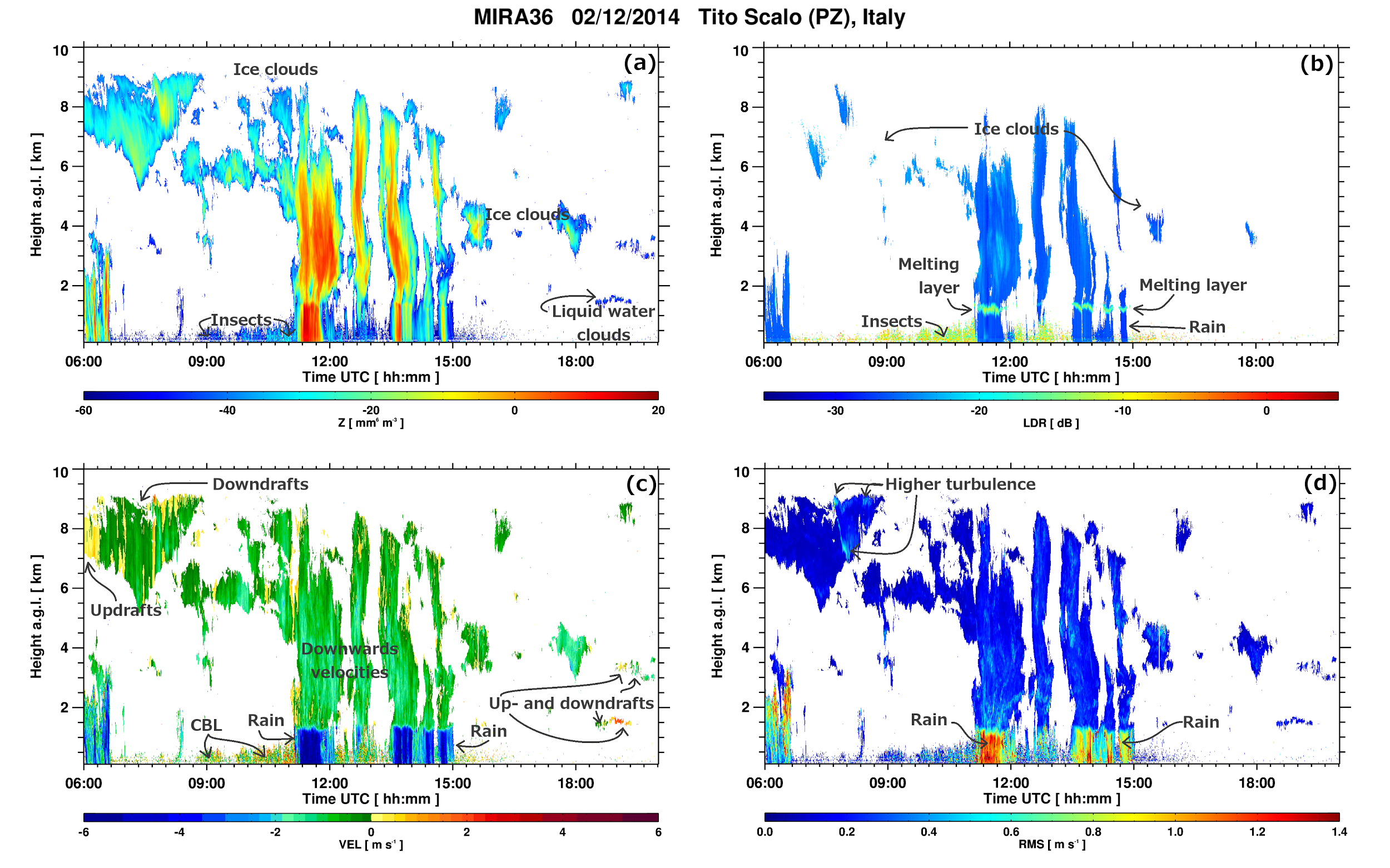
Exemple de graphique montrant les caractéristiques des nuages.

Les gouttelettes de nuages ont un diamètre de l'ordre du 30 à 100 micromètres. Pour que la diffusion Rayleigh s'applique et que les échos soient proportionnels à leur intensité, la longueur d'onde utilisée doit être environ dix fois celle du diamètre des cibles. C'est pourquoi, un radar millimétrique est adapté à sonder les nuages. Un radar météorologique conventionnel, travaillant à une longueur d'onde centimétrique et adaptés aux précipitations, utilise une longueur d'onde trop grande.
Pour mesurer les propriétés des nuages, le radar doit être pointé à la verticale et autant sonder en réflectivité qu'en vitesse radiale par effet Doppler. En effet, ce qu'il est intéressant de noter dans le nuage est son épaisseur, sa base et son sommet, la teneur en eau et en glace ainsi que sa variation avec l'altitude, et finalement la vitesse verticale des particules. L’établissement de profils de nuages permet alors d’améliorer la compréhension des nuages.
Ces radars peuvent être montés sur un satellite comme CloudSat, et pointer vers le nadir, ou au sol et pointer vers le zénith. Le signal étant fortement atténué par l'eau sous forme liquide, le sondage ne peut dépasser les 30 kilomètres en épaisseur.

### Radar aéroporté

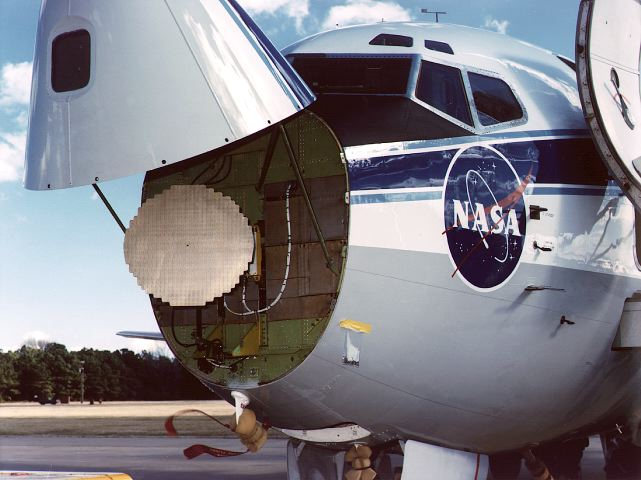
Radar météorologique dans le nez d’un avion de recherche de la NASA

L’une des utilisations importantes pour la sécurité des passagers des avions est le radar météorologique aéroporté. Il permet au pilote de suivre les précipitations et le cisaillement des vents. En général on retrouve le radar dans le nez de l’avion, mais il peut également se retrouver sous l’appareil, sous l’une des ailes ou à la queue, selon la configuration ou les besoins.
Contrairement aux radars au sol, l’antenne d’un radar aéroporté doit être utilisée à des angles variables qui tiennent compte de l’attitude de l’appareil. En effet, ce dernier peut être en montée, en descente ou en virage, et un mécanisme gyroscopique compensateur doit être intégré pour que donner une image constante de l’environnement.
Le défi majeur des radars météorologiques aéroportés est de parvenir à filtrer suffisamment l'écho dû à la proximité du sol (notamment au décollage et à l’atterrissage). Ce dernier est ramené par le lobe principal lorsque le radar pointe vers le sol, mais aussi, par les lobes secondaires, quelle que soit la position du radar. Afin de réduire l'importance de l'écho sol, le lobe principal doit pointer au-dessus de l'horizon. Ainsi, pour réduire la charge de travail des pilotes, les radars de nouvelle génération règlent automatiquement inclinaison verticale du radar selon l'attitude de l'avion. Il est par ailleurs possible de régler l'inclinaison de manière manuelle par les pilotes.
La technique la plus simple pour diminuer les échos sol consiste à utiliser l'effet Doppler, en supposant que le sol n'est pas en mouvement par rapport aux nuages. La partie du spectre du signal reçu correspondant aux vitesses Doppler proches de la vitesse nulle est filtrée. Cette technique présente plusieurs inconvénients : une partie de la pluie avec une faible vitesse radiale est également filtrée, et l'écho provenant des objets mobiles au sol (comme les voitures ou les pales des éoliennes) n'est pas correctement filtré par cette méthode. Les radars aéroportés modernes utilisent des algorithmes de filtrage plus élaborées (filtrage de l'écho permanent, etc.), et possèdent généralement une base de données terrain haute résolution, qui permet de mieux filtrer les échos sol.
Contrairement aux radars au sol, les radars aéroportés ne balayent pas sur 360 degrés autour de l'appareil mais effectuent seulement un va-et-vient sur 180 degrés sur un seul angle d'élévation ou selon un cône dont l'axe est l'horizon. Ils obtiennent ainsi des données de type PPI qui peuvent être partielles et les pilotes vont souvent ajuster l'angle d'élévation pour repérer les échos significatifs.
Dans les radars commerciaux, les longueurs d’onde utilisées se trouvent généralement dans la bande X (autour de 3 cm soit des fréquences de 8 000 à 12 500 MHz) ce qui permet d’utiliser de petites antennes ayant quand même une bonne résolution,. La portée utile maximale est en général de 180 milles marins (333 km) mais le plus souvent, le pilote règle celle-ci de 30 à 80 milles nautiques à cause de l’atténuation à cette longueur d'onde et du besoin de se concentrer surtout sur l’environnement immédiat.

## Types de données

### Réflectivité

#### Calcul en décibel (dBZ)
L’écho de retour réfléchi par les cibles est également analysé pour son intensité afin d’établir le taux de précipitation dans le volume sondé. On utilise une longueur d’onde radar entre 1 et 10 cm afin que le retour agisse selon la loi de Rayleigh, c'est-à-dire que l'intensité de retour est proportionnelle à une puissance du diamètre des cibles pour autant que celles-ci (pluie, flocons, etc.) soient beaucoup plus petites que la longueur d’onde du faisceau radar. Cette intensité brute est proportionnelle à 1/R² et doit donc être renormalisée (voir supra). C’est ce qu’on nomme la réflectivité (Z). Cette intensité varie en fait comme la 6e puissance du diamètre des cibles de diamètre D (le sixième moment) multiplié par la distribution des gouttes de pluie. On considère la distribution de Marshall-Palmer où la distribution des gouttelettes de pluie obéit à la relation :
{\displaystyle N(D)=N_{0}e^{-\Lambda D}}
Où N0 est une constante physique et Λ est une variable physique dépendant du taux de précipitations.
On obtient donc une fonction Gamma (tronquée) :
{\displaystyle Z=\int _{0}^{Dmax}N_{0}e^{-\Lambda D}D^{6}dD}
N.B. : Il est à noter que dans le cas d'un flocon de neige, D est le diamètre de la gouttelette équivalente provenant de la fonte.
Ce Z est en {\displaystyle \scriptstyle mm^{6}m^{-3}}, ce qui donne des unités plutôt inhabituelles. De plus, cette formule ne tient pas compte de la nature de la cible. Pour obtenir la réflectivité équivalente (Ze) que voit le radar, on doit normaliser et multiplier par le carré de la constante diélectrique (K) de la cible pour tenir compte de son efficacité à réfléchir :
{\displaystyle Z_{e}=|K|^{2}\left({\frac {Z}{Z_{0}}}\right)=\left({\frac {|K|^{2}}{Z_{0}}}\right)\left(\int _{0}^{Dmax}N_{0}e^{-\Lambda D}D^{6}dD\right)}
{\displaystyle {\begin{cases}Z_{0}=1mm^{6}m^{-3}soit\ le\ retour\ {\acute {e}}quivalent\ d'un\ volume\ rempli\ de\ gouttelettes\ avec\ D=1\ mm\ \\|K|^{2}=0,93\ pour\ l'eau\ et\ 0,24\ pour\ la\ neige\end{cases}}}
Les conditions d'utilisation de cette formule sont :
- La variation de diamètre et la constante diélectrique entre les différents types de précipitations (pluie, neige, bruine, grêle, etc.) est très grande et la réflectivité équivalente est donc exprimée en dBZ (10 fois le logarithme du rapport ou décibel Z) ;
- L’antenne tournant sur son axe à un angle d’élévation donné émet un grand nombre d’impulsions dans chaque angle de visée. La réflectivité équivalente revenant de chaque impulsion pour chacun des volumes de cibles est donc notée pour calculer une intensité moyenne de sondage pour ce volume.

#### Transformation en taux de précipitations
Comme ce qu'on obtient au sol est une quantité de précipitations, on veut trouver la relation entre la réflectivité équivalente et ce qu'on mesure. Le taux de précipitations R est égal au nombre de particules, leur volume et leur vitesse de chute v(D):
{\displaystyle R=\int _{0}^{Dmax}N_{0}e^{-\Lambda D}{\pi D^{3} \over 6}v(D)dD}
On voit donc que Ze et R ont une formulation similaire et en résolvant les équations on arrive à une relation, dite Z-R, du type:
{\displaystyle \,Z_{e}=aR^{b}}
a et b dépendent du type de précipitations (pluie, neige, convective ou stratiforme) qui ont des {\displaystyle \Lambda }, K, N0 et v différents
Les coefficients avec une distribution théorique de gouttes de pluie dans le papier original de 1948 de Marshall-Palmer donnait : a = 296, b = 1.47. Cependant, la plus connue des relations est la relation Z-R de Marshall-Palmer qui donne a=200 et b=1,6.
Ces valeurs ont été obtenues expérimentalement en comparant la distribution de gouttes lors de nombreux événements de pluie et les données du radar de l'Université McGill.
Elle est encore l'une des plus utilisées car elle est valide pour de la pluie synoptique dans les latitudes moyennes, un cas très fréquent. D'autres relations ont été trouvées pour des situations de neige, de pluie sous orage, pluie tropicale, etc.

### Vitesse Doppler

#### Radar pulsé
À proprement parler, la différence de fréquence générée, selon l'effet Doppler traditionnel, par le déplacement des gouttes de pluie ou les flocons de neige est trop petite pour être notée par l'instrumentation électronique actuelle. En effet, les fréquences utilisées sont de l'ordre de {\displaystyle 10^{9}} Hz (longueurs d'onde 5 à 10 cm) et les vitesses des cibles de 0 à 70 m/s ce qui donne un changement de fréquence de seulement 10−5 %. On utilise donc à la place la différence de phase entre deux impulsions successives revenant d'un même volume sondée (paire d'ondes pulsées). Entre chaque impulsion, les cibles se déplacent légèrement créant cette différence de phase. L'intensité d'une impulsion après un aller-retour est donnée par :
{\displaystyle I=I_{0}sin\left({\frac {4\pi x_{0}}{\lambda }}\right)=I_{0}sin\left(\phi _{0}\right)}
{\displaystyle O{\grave {u}}:\quad {\begin{cases}x=distance\ radar-cible\\\lambda =longueur\ d'onde\\\Delta t=temps\ entre\ deux\ impulsions\end{cases}}.}

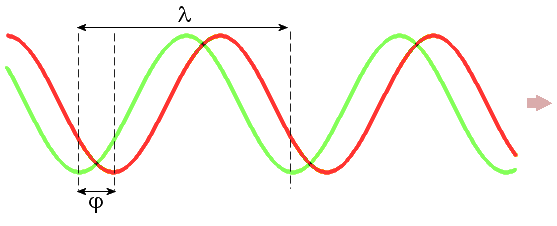
Différence de phase entre deux ondes revenant d'une cible ayant bougé.

L'intensité d'une impulsion subséquente revenant du même volume sondé mais où les cibles ont légèrement bougé est donnée par :
{\displaystyle I=I_{0}sin\left({\frac {4\pi (x_{0}+v\Delta t)}{\lambda }}\right)=I_{0}sin\left(\phi _{0}+\Delta \phi \right)}
Donc {\displaystyle \Delta \phi =\left({\frac {4\pi v\Delta t}{\lambda }}\right)}
{\displaystyle v=vitesse\ des\ cibles\ ={\frac {\lambda \Delta \phi }{4\pi \Delta t}}}

#### Dilemme Doppler

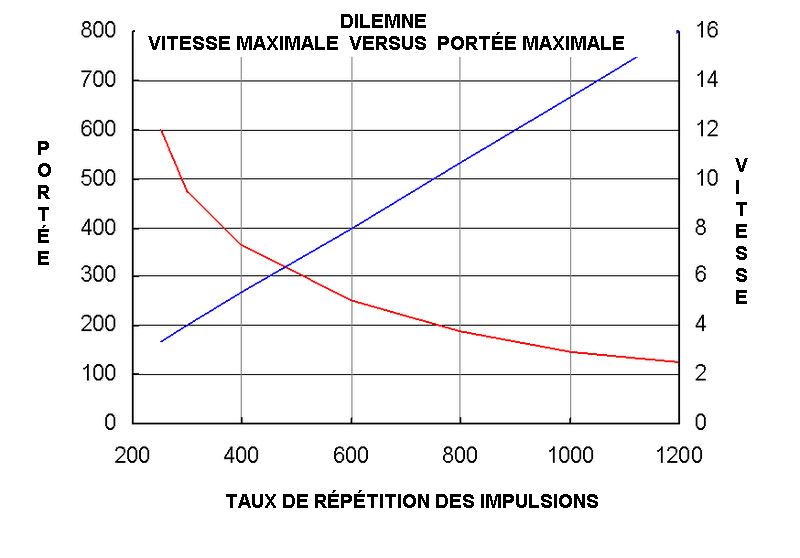
La portée maximale et la vitesse Doppler maximale non ambiguë varient de façon inverse (rouge pour la portée et bleu pour la vitesse maximale).

Regardons maintenant la vitesse maximale qu'on peut mesurer sans ambiguïté. Comme l'angle {\displaystyle \,\phi } ne peut varier qu'entre -{\displaystyle \pi } et +{\displaystyle \pi }, on ne peut noter une vitesse supérieure à :
{\displaystyle Vitesse_{max}=\pm {\frac {\lambda }{4\Delta t}}}
C'est ce qu'on appelle la vitesse de Nyquist. Pour obtenir une meilleure détermination de la vitesse des cibles, il faut envoyer des impulsions très rapprochées, donc avec {\displaystyle \,\Delta t} très petit. Mais on sait également que la portée en réflectivité est
{\displaystyle x={\frac {c\Delta t}{2}}}
ce qui demande un grand {\displaystyle \Delta } t pour être sûr de la position des échos revenant de loin sans ambiguïté. Ce dilemme Doppler limite donc la portée utile des radars qui utilisent cet effet. Dans le tableau à droite on peut voir la variation de ces deux paramètres selon le taux de répétition des impulsions (1 / {\displaystyle \Delta }t). Il faut donc faire un compromis qui en général fait que les radars Doppler ont une portée utile de 100 à 150 km.

##### Amélioration
Certaines techniques permettent néanmoins d'étendre la vitesse maximale pour diminuer l'effet de ce fameux dilemme. Il s'agit des méthodes dites à fréquences de répétitions multiples (multiple PRF en anglais) qui consistent à émettre des impulsions à différents taux de répétitions, très proches les uns des autres, et à recombiner les vitesses Doppler individuelles correspondantes. Ainsi avec un certain taux de répétition, on obtient une vitesse pour la cible alors qu'avec un autre taux, la vitesse notée sera différente. Par simple calcul, on peut déduire la vraie vitesse et on augmente la vitesse non ambiguë finale. Avec une plage de taux d'impulsions, on augmente la vitesse maximale décelable pour une même portée maximale.
Le réseau canadien de radars météorologiques, utilisant une longueur d'onde de 5 cm, est doté de ce genre de traitement radar depuis 1999. Sans la technique, on y noterait une vitesse non ambiguë entre 11 et 15 m/s pour une portée de 150 km. En utilisant la technique avec deux taux, on obtient 48 m/s sans changer la portée maximale. Si on voulait changer cette portée, la plage de taux de répétitions utilisables serait plus basse et la vitesse maximale non ambiguë serait plus basse également, même avec cette technique.
Les radars du réseau opérationnel français ARAMIS sont équipés d'un tel schéma depuis peu (2006). Cette technique permet d'étendre la portée maximale à plus de 200 km tout en ayant une vitesse non ambiguë de l'ordre de 60 m/s (Tabary et al. 2006). Dans ce cas, on utilise trois taux de répétitions pour étendre encore plus la plage de vitesses. Mais encore là, le dilemme existe, on ne fait que changer la pente des lignes sur le graphique.

#### Interprétation

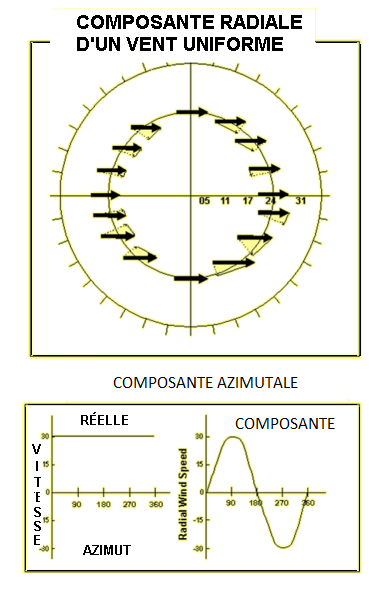
Projection du vent réel sur la composante radiale au radar selon la direction azimutale sur 360 degrés.

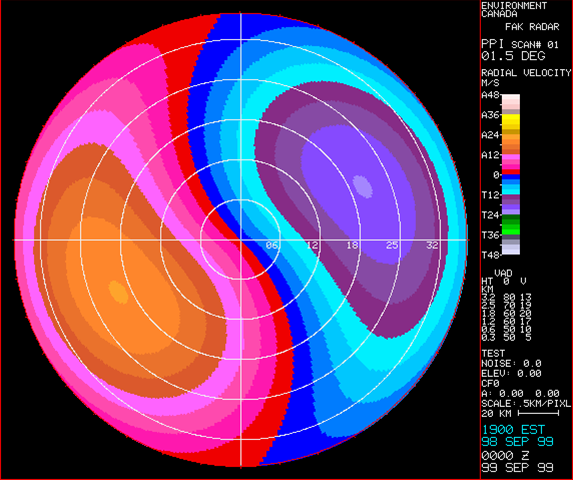
Exemple idéalisé de sortie Doppler. Les vents s'approchant sont en bleu et ceux sortant en rouge selon la convention habituelle. Remarquez la variation en cosinus de la vitesse lorsqu'on se déplace sur 360 degrés le long d'un des cercles (maximum dans la direction radiale)

Cette vitesse est appelée la vitesse Doppler. Elle ne donne que la composante radiale du déplacement, dite vitesse radiale. Cependant, il est possible de déduire avec une certaine précision les vraies vitesses et directions si l'écran est suffisamment rempli de précipitations. Pensons à une pluie d'automne qui dure toute la journée et qui se déplace uniformément d'ouest en est. Le faisceau radar pointant vers l'ouest verra donc les gouttes s'approcher de lui et l'inverse quand il pointe vers l'est. Par contre, quand le radar pointe vers le nord et le sud, les gouttes ne se rapprochent, ni ne s'éloignent de lui car elles passent perpendiculairement au faisceau. Donc la vitesse notée sera nulle.

##### Synoptique
Si on se rappelle que le radar tourne sur 360 degrés, il verra donc toutes les composantes de projection de la vitesse de ces gouttes sur son axe de visée. L'ensemble des vitesses sur un tour complet prendra les valeurs d'un cosinus (sinusoïde maximum dans la direction de déplacement de la pluie et nulle dans la direction perpendiculaire). Fort de cela, on peut donc déduire la direction et la vitesse des précipitations (+/- celle du vent) sur la région couverte par le radar.
On a cependant négligé la vitesse de chute des gouttes mais elle est faible pour les angles d'élévation sous 3 degrés à l'intérieur de 150 km du radar ce qui sont le plus souvent les angles recherchés. Un regard plus en hauteur doit en tenir compte.

##### Méso-échelle
Dans la zone couverte par un radar, il peut cependant y avoir de plus petites zones où le vent diffère. Par exemple, dans un orage, il peut y avoir des rotations et de la turbulence. À cette échelle, dite méso-échelle, le radar n'observe toujours que la composante radiale mais il est possible de reconnaître des signatures comme celle d'une rotation (mésocyclone), d'une divergence (rafale descendante) ou d'une convergence (front de rafales) des vents.

### Double polarisation

Illumination de la cible avec la double polarisation. Notez la forme de la goutte.

En général, la plupart des hydrométéores ont un axe plus grand selon l’horizontale (ex. les gouttes de pluie deviennent oblates en tombant à cause de la résistance de l’air). L’axe dipolaire des molécules d’eau a donc tendance à s’aligner dans cette direction et le faisceau radar sera généralement polarisé horizontalement pour tirer profit d’un retour maximal.
Si on envoie en même temps une impulsion avec polarisation verticale et une autre avec polarisation horizontale, on pourra noter une différence de plusieurs caractéristiques entre ces retours,, :
- Si les cibles ont une forme aplatie comme dans l'image ci-contre, en sondant avec deux ondes dont l'une est de polarisation verticale (V) et l'autre horizontale (H), on obtient des intensités plus fortes revenant de celle ayant l'axe horizontal. Par contre, si les retours orthogonaux sont égaux cela indique une cible ronde comme dans le cas d'un grêlon. Cela s'appelle la différence de réflectivité ou la réflectivité différentielle ({\displaystyle \scriptstyle Z_{dr}=log(Z_{H}/Z_{V})}) qui peut être utilisé pour aider à identifier la grêle, déterminer la forme des gouttes de pluie ou des flocons de neige ;
- Le faisceau radar sonde un volume plus ou moins grand selon les caractéristiques de l'antenne émettrice. Ce qui revient est l'addition des ondes réfléchies par les cibles individuelles dans le volume. Comme les cibles peuvent changer de position dans le temps les unes par rapport aux autres, l'intensité des ondes V et H ne demeure constante que si les cibles ont toute la même forme. Le rapport d'intensité entre les canaux H et V revenant de sondages successifs s'appelle le coefficient de corrélation ({\displaystyle \scriptstyle \rho _{hv}}) et donne donc une idée de l'homogénéité ou non des cibles dans le volume sondé ;
- La phase de l'onde change lorsqu'elle traverse un milieu de densité différente et ce changement est indépendant de l'atténuation par les précipitations :
  - Le différentiel de phase, ou {\displaystyle \scriptstyle \Phi _{dp}}, représente la différence de déphasage accumulé entre les ondes polarisées horizontalement (H) et verticalement (V) lorsqu'elles s'éloignent et reviennent vers le radar. À mesure que les gouttes de pluie se développent et deviennent plus oblates, l'onde polarisée horizontalement ralentit par rapport à l'onde polarisée verticalement et un déphasage différentiel se développe ;
  - La phase différentielle spécifique, ou {\displaystyle \scriptstyle K_{dp}}, est la variation de {\displaystyle \scriptstyle \Phi _{dp}} par rapport à la distance. Elle est fréquemment utilisée en raison de la difficulté d'interprétation de {\displaystyle \scriptstyle \Phi _{dp}} qui est une somme du changement de phase sur tout le trajet de l'onde. {\displaystyle \scriptstyle K_{dp}} aide à localiser les zones où le {\displaystyle \scriptstyle \Phi _{dp}} augmente le plus rapidement, ce qui est utile pour localiser les zones de fortes pluies et de particules aplaties. {\displaystyle \scriptstyle K_{dp}} donne donc une idée de la forme des hydrométéores et permet une estimation des quantités des précipitations tombées, indépendantes de l'atténuation de Z (réflectivité) par celles-ci.
- Le rapport de dépolarisation linéaire ({\displaystyle \scriptstyle LDR}) est le rapport entre la puissance retournée en polarisation verticale par une impulsion horizontale ou celle retourné en polarisation horizontale par une impulsion verticale. Il s'agit d'un bon indicateur des zones où existe un mélange de précipitations (pluie et grêle, hauteur de fonte de la neige, etc.).

Les radars, dits à double polarisation, qui utilisent ce type de sondage peuvent donc obtenir des indications sur la forme des cibles ainsi que sur le mélange de formes. Ceci peut être utilisé, en plus de l’intensité du retour, pour une identification directe du type de précipitations (pluie, neige, grêle, etc.) grâce à un algorithme,. Cela permet même de déceler les débris soulevés par une tornade grâce à l'identification de la collerette de débris, aussi appelée « buisson ».
NCAR aux États-Unis, a été un des centres pionniers dans ce domaine avec Dusan S. Zrnic et Alexandre V. Ryzhkov. La NOAA mit le principe à l'essai sur un radar opérationnel à partir du début des années 2000 dans un programme appelé Joint Polarization Experiment (JPOLE) et, de 2010 à avril 2013, les radars du réseau NEXRAD furent mis à niveau en installant la double polarisation,.
Au Canada, l'Université McGill (Montréal, Canada) a un radar de bande S qui en est équipé et dont les données étaient utilisées opérationnellement jusqu'en octobre 2018 par le Service météorologique du Canada,. Le MSC a un autre radar à double polarisation à King City en banlieue nord de Toronto mais en bande C,. Le réseau canadien de radars météorologiques est graduellement mis à jour par des radars de bande S en double polarisation depuis 2018.
Finalement, Météo-France a ouvert ses premiers radars polarisés en 2008 et d'autres centres, comme Poldirad en Allemagne, continuent les recherches dans ce domaine.

## Types principaux d'images produites
Toutes les données obtenues par le sondage radar sont affichées selon leur format. Certains produits servent à afficher plusieurs types de données alors que d'autres sont plus spécifiques. Finalement, selon le type de données, l'affichage utilisera une convention de couleur qui variera.

### Conventions d'affichage
À l'origine, les données de réflectivité n'étaient vues que par l'opérateur radar sur un écran cathodique, l'intensité était donc indiquée par la variation de la brillance. Par la suite, des photographies de ces images ou des images analogiques sur papier ont été produites en tons de blanc et gris. Lorsque les ordinateurs ont permis de traiter numériquement les données des radars météorologiques, il est devenu possible de relier une couleur à un taux de précipitations. Cette pratique s'est répandue aux autres types de données quand celles-ci sont devenues disponibles.
La réflectivité, les données de vitesses radiales et celles de double-polarimétrie utilisent en général un code de couleur différent. Il n'existe pas de convention internationale quant aux couleurs à utiliser mais plutôt une pratique qui s'est répandue avec les échanges dans le domaine.
Réflectivité

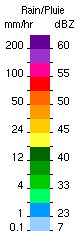
Exemple d'échelle de couleur associée avec la réflectivité

En général, les images de réflectivité utilisent une variation de couleur similaire à celle de l’arc-en-ciel. Les intensités les plus faibles sont indiquées par le bleu pâle (cyan), les intensités modérées par le jaune et les fortes par le rouge puis le magenta. Les intensités peuvent être reliées à la réflectivité en dBZ ou à son équivalent en millimètres/centimètres par heure. Par exemple, les images disponibles sur le site du Service météorologique du Canada utilisent cette échelle : en hiver le violet représente le taux de précipitations le plus élevé (20 cm/h) alors que le bleu-vert du bas de l'échelle représente le taux le plus bas (0,1 cm/h). Durant les mois d'été, l'échelle de réflectivité est remplacée par celle des précipitations pluviales, en mm/h, qui va d'une trace à plus de 100 mm/h.
Certains utilisateurs préfèrent cependant des codes numériques plus simples à interpréter. Ainsi, lorsqu'un pilote d'avion ou un contrôleur aérien décrivent l'intensité des échos de précipitations sur leur affichage radar, ils utilisent des niveaux : niveau 1 pour des précipitations faibles, niveau 2 pour des précipitations modérées possiblement reliées avec une basse visibilité et de la turbulence, niveau 3 pour de la pluie/neige forte reliée à des conditions de vol dangereuses.
Certains affichages commerciaux indiquent le type de précipitations. Ainsi les images que l'on peut voir aux bulletins télévisés en hiver peuvent séparer les zones de pluie, de pluie verglaçante et de neige. Ceci n'est pas une information venant du radar mais une association avec les informations venant des stations météorologiques de surface. Un programme analyse la température, le point de rosée et le type de précipitations rapportées par les METAR sous une zone d'échos au radar et fait la division des zones. Cette analyse peut être améliorée en utilisant les données des modèles de prévision numérique du temps comme champ d'essai mais le tout reste sujet à des erreurs de lissage et ne tient pas compte des effets de petite échelle dans la distribution des types de précipitations (air froid emprisonné dans une vallée qui donne de la pluie verglaçante au lieu de pluie par exemple). Quand les données de double polarisation seront largement disponibles, une telle analyse sera plus fiable.
Vitesse Doppler
Dans le cas de la vitesse radiale obtenue par les données Doppler, le principe du décalage vers le rouge ou le bleu est utilisé comme en astronomie. Ainsi la zone ayant des précipitations s'approchant du radar sera indiquée par des couleurs froides bleu/verte/violet, selon leur vitesse radiale, alors que les précipitations s'éloignant seront représentées par des couleurs chaudes rouge/jaune. Les vitesses s'approchant peuvent être également indiquées par un chiffre positif et celles s'éloignant par un chiffre négatif, la valeur représentant la grandeur de la vitesse radiale.

### PPI (Vue panoramique à angle d'élévation constant)

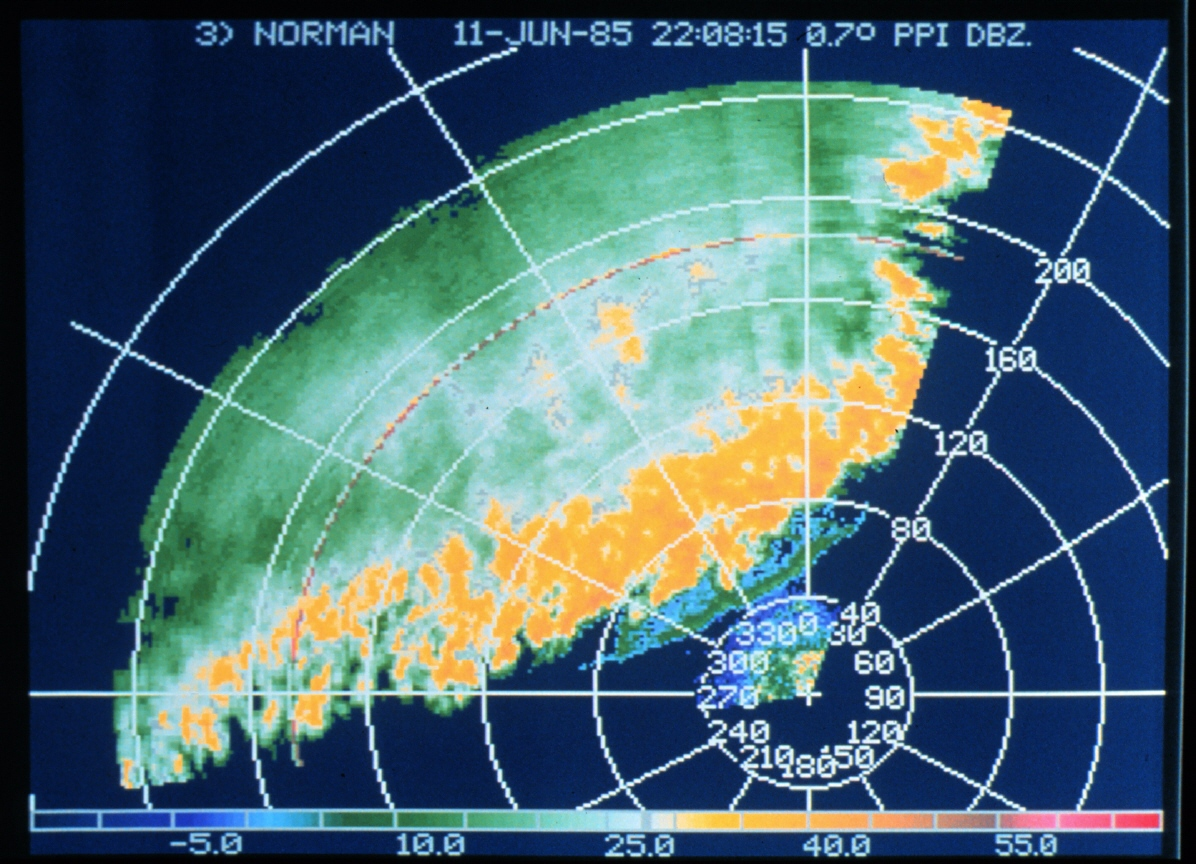
Image d'un front d'orages en réflectivité (en dBZ), vu sur PPI (NOAA).

Comme les données sondées par le radar se font un angle d'élévation à la fois, les premières images ont été celles d'un affichage panoramique des données de chaque angle individuellement (PPI). Ce type de données doit être interprété en se rappelant que le faisceau radar s'élève au-dessus du sol à mesure qu'on s'éloigne du radar. Donc ce qu'on voit près du radar est à beaucoup plus bas niveau que ce que l'on voit à 200 km.
Il en résulte qu'un nuage avec des taux de pluie élevé à 30 km du radar peut sembler diminuer ou augmenter d'intensité à mesure qu'il s'éloigne du radar. En fait, comme notre faisceau est plus haut dans le nuage au second temps, il regarde une autre section de ce dernier.
Un PPI est également affligé de retours venant du sol près du radar car une partie de l'énergie émise se retrouve dans les lobes secondaires hors de l'axe du faisceau principal. Ceci donne de très forts retours qui peuvent être mal interprétés comme étant des précipitations fortes.
USAGE : Tous les types de données: réflectivité, vitesse radiale et les différents champs de polarimétrie.

### CAPPI (Vue panoramique à altitude constante)

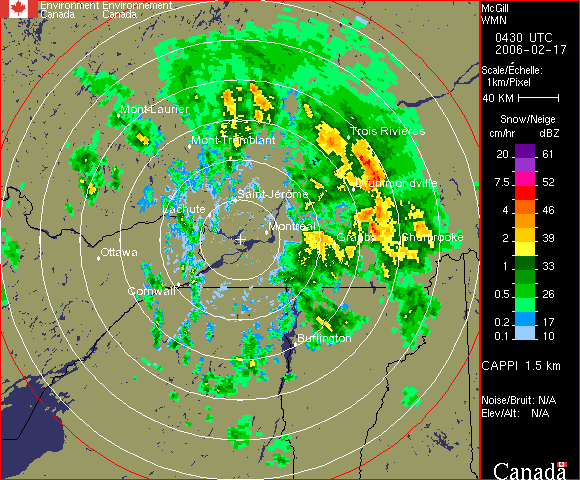
Cappi de réflectivité à 1.5 km d'altitude par le radar de Montréal.

Pour pallier les problèmes du PPI, le CAPPI a été développé par les chercheurs canadiens. Il s'agit en fait d'une coupe horizontale à travers l'ensemble des angles d'élévation sondés par le radar. Selon le nombre d'angles et les élévations de ceux-ci, on peut faire une coupe plus ou moins précise. Selon le niveau de notre coupe, il arrive également qu'à une certaine distance nous n'ayons plus de données à l'altitude recherchée. Ce qui est ensuite vu sur le CAPPI, ce sont les données du PPI le plus près de ce niveau.
Par exemple, sur l'image des angles plus haut en page (section stratégie de sondage), les 24 angles s'échelonnent de 0,5 à 25 degrés et nous pouvons donc faire un CAPPI à travers ces données. Les lignes grasses en dents de scie représentent des CAPPI à 1,5 et 4 km d'altitude. Remarquez qu'au-delà de 120 km, l'angle le plus bas passe au-dessus de 1,5 km et qu'à 200 km il dépasse le 4 km. Donc la portion des CAPPI qui sera au-delà de ces limites sera donc plutôt un PPI de l'angle le plus bas.
Usage
Pour qu'un CAPPI donne des images relativement lisses de point en point, il faut des données sur un assez grand nombre d'angles dans la verticale afin d'éviter les trous dans la couverture verticale. De plus, il est important que le champ de données soit sans changements brusques selon la hauteur. C'est pourquoi ce sont surtout les données de réflectivité qui sont affichées sur des CAPPIs.
Les données de vitesses Doppler sont en général plus bruyantes car la direction des vents peut changer soudainement en quelques centaines de mètres d'altitude ce qui peut causer des images CAPPI en bandes si la coupe est faite autour de la hauteur de ce changement. Seule l'Université McGill (Montréal, Canada) produisait régulièrement des CAPPIs Doppler,. Cependant, certains chercheurs l'utilisent, entre autres pour l'analyse de la circulation autour des cyclones tropicaux et pour le développement de produits NEXRAD.
Finalement, les données de double polarisation sont nouvelles et peuvent être également bruyantes. Aucun exemple de CAPPI de ces données n'est connu mais au moins une société en électronique radar nommée SIGMET a un logiciel qui permet de le faire.

### Carte de cumul des précipitations

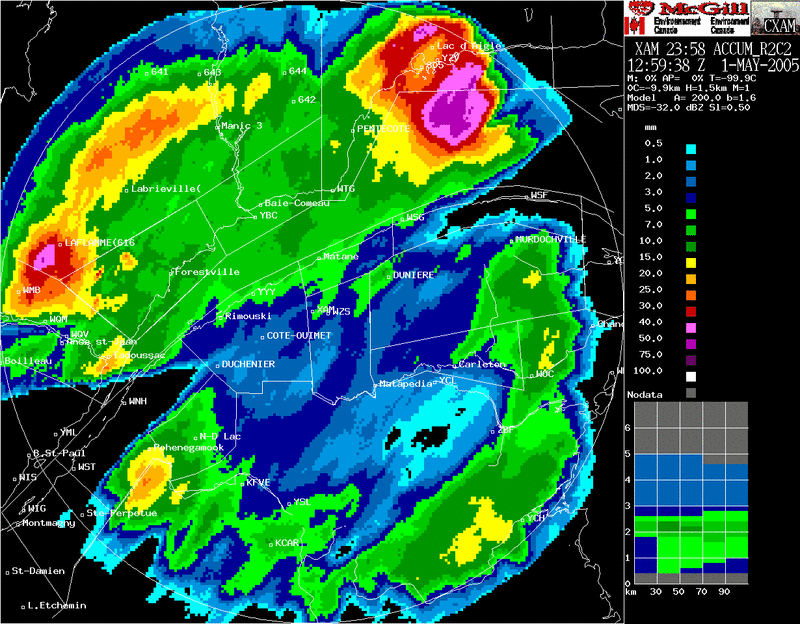
Cumul de 24 heures de la pluie selon le radar de Val d'Irène dans l'est du Québec (Canada). Remarquez les cônes sans données vers l'est et le sud-ouest causés par le blocage du faisceau par les montagnes (Source : Environnement Canada)

Une des utilités principales des radars météorologiques est de pouvoir détecter à distance les précipitations pour des usages hydrométriques. Par exemple, les services de contrôle du débit des rivières, d’avertissement d’inondations, de planification de travaux de barrage, etc. ont tous besoin de savoir les quantités de pluie et neige qui tombent sur de larges domaines. Le radar complète idéalement un réseau de pluviomètres en étendant la prise de données sur une grande superficie, le réseau servant à son étalonnage. Ce produit a différentes appellations : carte ou image d'accumulations (Canada), lame d'eau (France ou en hydrologie), carte des hauteurs de précipitations, etc.
Pour faire une image d’accumulations, il faut multiplier le taux de précipitations obtenu à bas niveau dans un sondage radar par la durée voulue. Comme les précipitations se déplacent, on ne peut prendre le taux qu’à un seul instant donné et il faut donc faire plusieurs sondages à intervalles réguliers et distribuer les précipitations entre chaque pas de temps. Par exemple, si on génère un PPI ou CAPPI de bas niveau à toutes les 10 minutes. En comparant ces images informatiquement, on peut en tirer la vitesse et la direction de déplacement de la zone de précipitations. Le taux de précipitations X (par minute), qui se déplace du point A au point B entre deux pas de temps, laissera donc 10 X millimètres de pluie. On répartit ensuite cette quantité également tout le long du trajet de A à B. Pour obtenir des accumulations sur de plus grandes périodes (heures, jours, etc.), il suffit donc d’additionner les données de plusieurs pas de temps de sondage.
Comme il sera discuté plus bas dans l'article, certains artéfacts peuvent cependant se mêler aux véritables données dans le retour au radar. Pour avoir une estimation plus exacte des accumulations, il faudra les filtrer avant de produire ces cartes d'accumulations.

### Carte des réflectivités maximales

Les zones 1, 2 et 3 sont plus étendues sur le composite que sur le PPI de bas niveau montrant que la réflectivité est plus forte en altitude.

La réflectivité composite, ou maximum de réflectivité, est une image radar dans laquelle chaque point représente la valeur maximale (en DBZ) de la réflectivité dans la colonne d'air sondée. Ce produit est appelé Composite reflectivity pour le National Weather Service aux États-Unis et MAXR au Canada.
Un radar météorologique sonde séquentiellement sur 360 degrés une série d'angles dans la verticale. La réflectivité sur chacun de ces angles représente le taux de précipitations le long d'un cône qui s'élève en s'éloignant du radar. Chaque angle peut être vu sur une image PPI. Or ce taux varie avec l'altitude et un PPI individuel ne donne pas une idée complète de la structure verticale des précipitations.
Dans le composite, les intensités les plus élevées parmi celles disponibles sur les différents angles au-dessus de chaque point de l'image seront affichés. C'est un produit radar créé pour comparer la réflectivité à bas niveau avec celle totale dans la colonne d'air afin de repérer certaines caractéristiques des nuages ou artéfacts dans les données radar,.

### Carte des sommets d’échos
Un autre domaine d’utilisation des radars est celui de l’aviation. Une carte très utile pour ce domaine est celle des sommets de précipitations. En effet, les aéronefs désirent savoir la hauteur des sommets des nuages, entre autres ceux des orages, pour savoir à quelle altitude voler afin d'éviter les nuages dangereux. Comme le radar météorologique sonde un volume en trois dimensions, on peut donc y trouver la hauteur à laquelle se terminent les précipitations. Ce n’est pas la hauteur à proprement parler des nuages, puisque le sommet de ceux-ci ne contient que des gouttelettes pas assez grosses pour être visible au radar, mais il s’en approche.
La façon de procéder est simplement de prendre les données depuis l’angle le plus élevé vers le plus bas et de noter la hauteur et les endroits à chaque angle de visée où on dépassera un taux seuil de précipitations. Plus ce taux sera faible, plus on s’approche du sommet réel du nuage.

### Coupes verticales

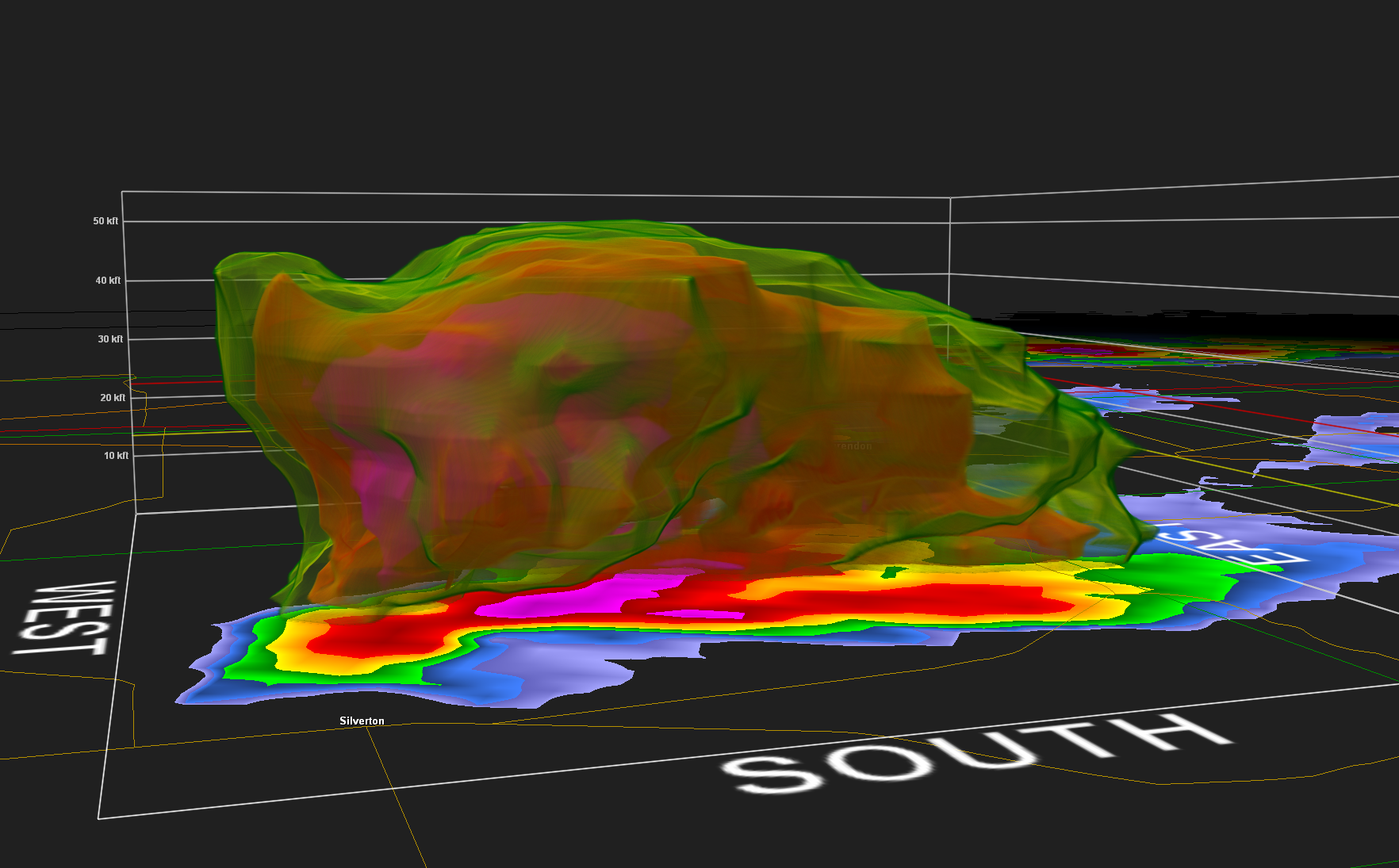
Coupe verticale des données volumiques à travers un orage.

Afin de connaître la structure verticale des précipitations dans les nuages, ce qui est important pour reconnaître leur type, un produit de coupe verticale des données des radars a été développé. Celles-ci étant prises sur de nombreux angles d'élévation et sur 360 degrés d'azimut, elles constituent pour chaque sondage complet une matrice de valeurs en 3 dimensions. En déterminant une ligne de coupe, il est donc possible de montrer les réflectivités, les vitesses et les valeurs polarimétriques selon la verticale d'un point A à un point B comme dans l'image ci-contre. La résolution de l'image dépend du nombre d'angles sondés dans la verticale, de la distance au radar et de la résolution azimutale : plus le nombre d'angles est faible ou la coupe est faite loin du radar plus les données sont grossières.

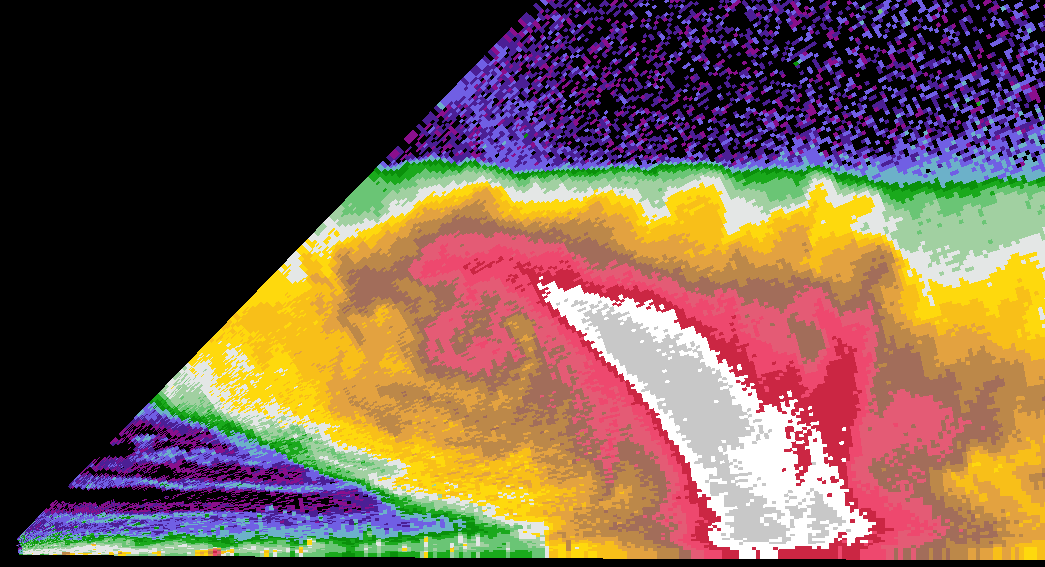
Affichage de données RHI.

Ce genre de coupe est parfois appelée coupe transversale mais ce terme est vague car il s'applique à toute coupe selon un axe quelconque dans un volume de données. Ainsi, il peut aussi s'appliquer aux coupes horizontales qui donnent le CAPPI.
Un produit similaire, mais généré de façon totalement différente, est le « balayage vertical ». Dans ce cas, le radar météorologique n'effectue pas un balayage sur 360 degrés autour du site mais plutôt un balayage vertical selon un seul azimut comme un radar de site. Les données représentent donc un sondage de très haute résolution dans la verticale dans une seule direction. Ce type de sondage est seulement utilisé en recherche pour faire une étude d'un phénomène comme un cumulonimbus relativement près du radar et nécessite un affichage hauteur/distance (RHI).

### Animations et extrapolation

Boucle de PPIs de réflectivité (en dBZ) montrant l'évolution de l'ouragan Katrina.

Tous les produits dérivés des données radar peuvent être animés. L'utilisateur peut ainsi voir l'évolution de la zone de réflectivités, de vitesses, etc. et en tirer des informations sur le déplacement et la dynamique du phénomène météorologique observé. Par exemple, il est possible d'extrapoler le déplacement de la perturbation, pour prévoir à court terme l'arrivée de la pluie sur une ville d'intérêt. L'animation permet également d'observer le développement ou la diminution des précipitations.
Cette prévision immédiate peut se faire manuellement par l'utilisateur ou par un système expert qui extrait les variations temporelles des échos. En effet, un logiciel peut repérer les zones de précipitations en appliquant des critères de continuité horizontale et verticale des échos radar, puis faire une corrélation croisée pour trouver leur vitesse et direction de déplacement. Finalement, un modèle numérique de prévision du développement des précipitations peut être utilisé pour raffiner l'extrapolation.
Dans les sections suivantes, les différents types de retours au radar qui ne proviennent pas d'hydrométéores (et qui nuisent à l'interprétation visuelle) seront traités. Une animation permet de repérer les artéfacts non météorologiques ayant un comportement aléatoire (par exemple le bruit ou la propagation anormale) dans le cas où ceux-ci n'ont pas été filtrés au préalable. Cependant, certains autres artéfacts, comme les échos provenant des oiseaux (voire des moustiques), bougent de la même façon que le ferait des précipitations et l'utilisation d'une animation ne permettra pas à elle seule de les repérer.

### Mosaïques de radars

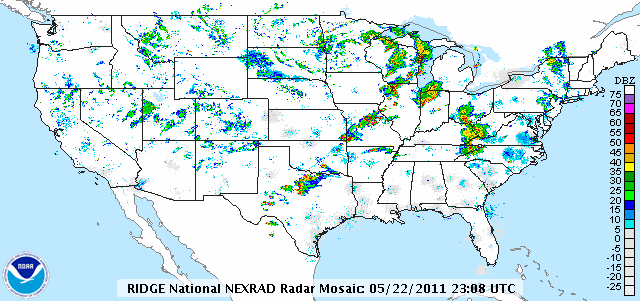
Mosaïques de tous les radars couvrant les États-Unis continentaux.

Les données d'un seul radar météorologique sont utiles si on ne regarde qu'à courte portée et sur un temps assez court. Cependant, pour bien voir le déplacement des précipitations, les sorties de plusieurs radars doivent être mis en réseau sur une carte mosaïque. Comme les différents radars peuvent avoir des caractéristiques différentes, dont leur étalonnage, et avoir des zones de recoupement, il faut prévoir un arbre de décision pour choisir quelle valeur mettre en un point de façon à avoir un continuum.
Pour les radars qui peuvent avoir une certaine atténuation dans les précipitations fortes, comme ceux de 5 cm de longueur d'onde, on mettra en général la donnée du radar ayant le plus fort retour en un point si deux radars couvrent cet endroit. Pour les radars n'ayant pas d'atténuation notable, comme ceux de 10 cm, on mettra plutôt la valeur du radar le plus près.
Ceci peut également varier entre l'hiver et l'été. Dans le premier cas, il peut y avoir beaucoup de différence de position dû au transport par les vents et de variations du taux de précipitations par sublimation (virga). Cela peut aboutir à une grande différence entre le niveau de la donnée du radar et le sol.
Voici quelques sites pour voir les données en réseaux:
- « Service météorologique du Canada ».
- « Radars américains », NOAA.
- « Données du réseau radar », ARAMIS, Météo-France.
- « République Tchèque ».

### Algorithmes automatiques

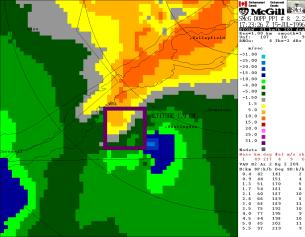
Le carré est mis par le programme de traitement lorsqu'il a repéré une rotation sur les données Doppler. À noter que ceci est un zoom d'une région et que le doublet de rotation (vert-jaune) a moins de 10 km de rayon (Source : Environnement Canada).

Pour mieux repérer les informations contenues dans les données d'un radar, divers algorithmes informatiques ont été développés. En effet, un météorologiste à l'œil averti et avec beaucoup d'expérience pourra interpréter ces sorties mais certains détails demandent trop d'attention. Ceci est particulièrement vrai des données Doppler qui ne donnent que la composante radiale.
Les principaux algorithmes de réflectivité sont
- La masse de la colonne de précipitations (VIL en anglais) permet d'estimer le potentiel total d'accumulation au sol de précipitations d'un nuage individuel et de repérer les nuages les plus importants comme les orages[62],[63] ;
- Celui de Rafale Potentielle qui relie le VIL et la hauteur du sommet des échos radar. Plus la quantité d'eau se concentre dans le nuage, plus la rafale sera forte lorsque le cœur des précipitations descendra[63],[64] ;
- Présence de grêle[63] ;
- Voûte d'échos faibles qui repère les endroits ou la réflectivité est plus forte en altitude qu'au sol, ce qui indique la présence d’un fort courant ascendant[65].

Les principaux algorithmes pour les vitesses Doppler
- Repérage des rotations dans les orages. Avec un radar météorologique on ne peut voir les tornades, car elles sont plus petites que la résolution habituelle, mais on peut voir se former dans les cellules orageuses les rotations qui pourront se concentrer en tornade si les conditions sont favorables[63] ;
- Repérage du cisaillement des vents dans les bas niveaux qui donne une idée où se produisent des rafales importantes[63].

## Limitations et artéfacts
L'interprétation des données radar dépend de plusieurs hypothèses qui ne sont pas toujours remplies:
- Atmosphère standard ;
- Obéissance à la loi de Rayleigh et relation directe entre le retour et le taux de précipitations ;
- Le volume sondé par le faisceau est rempli de cibles (gouttes, flocons, etc.) météorologiques, toutes du même type et à une concentration uniforme ;
- Aucune atténuation ;
- Aucun phénomène d'amplification ;
- Les lobes latéraux sont négligeables ;
- La forme du faisceau à mi-puissance peut être représentée de façon approximative par une courbe gaussienne ;
- Les ondes incidentes et rétrodiffusées sont polarisées linéairement ;
- La diffusion multiple est négligeable (pas de retour à multiples réflexions sur différentes cibles).

Le faisceau radar se propage dans l'atmosphère et rencontre bien des choses en plus de la pluie ou de la neige. Il faut donc savoir reconnaître la signature de ces artéfacts pour pouvoir interpréter correctement les données.

### Propagation anormale (atmosphère non standard)
L'indice de réfraction (n) dans le vide est de 1 mais il varie dans l'air avec la température (T), la pression (p) et la pression de vapeur d'eau (e) selon la formule :
{\displaystyle n=1+77,6{\frac {p}{T}}+3,73\times 10^{5}{\frac {e}{T^{2}}}}
Il est pris comme hypothèse que le faisceau radar se déplacera dans une atmosphère standard où la température, l'humidité et la pression diminuent selon une courbe normale avec l'altitude. Le calcul de la position des échos et leur altitude dépend de cette hypothèse. En cas de variation par rapport à ce standard, il y a propagation anormale.

#### Suréfraction

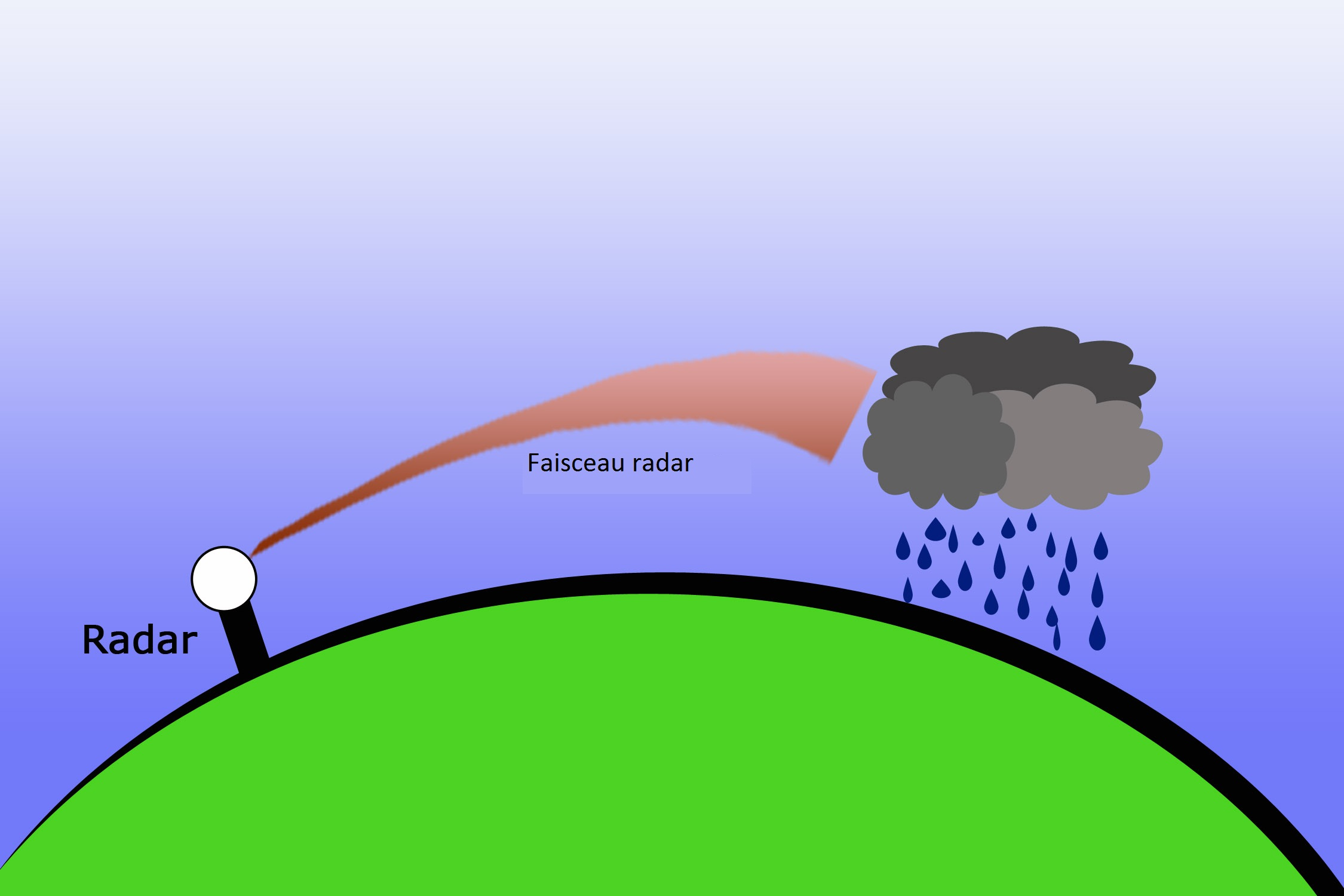
Suréfraction du faisceau radar qui peut noter des précipitations sous l'horizon

Il arrive souvent que des inversions de températures se produisent à bas niveau par refroidissement nocturne sous un ciel clair, ou en altitude par subsidence. Également, l'humidité peut être capturée près du sol et diminuer rapidement avec l'altitude dans une goutte froide sous un orage, en situation du passage d'air chaud sur de l'eau froide, ou dans une inversion de température.
Ces différents cas changent la stratification de l'air. L'indice de réfraction diminue alors plus rapidement que la normale dans la couche en inversion de température ou d'humidité ce qui fait recourber le faisceau radar vers le bas,. Si l'inversion est près du sol, le faisceau frappe celui-ci à une certaine distance du radar puis retourne vers ce dernier. Comme le traitement radar s'attend à un retour d'une certaine hauteur, il place erronément l'écho en altitude.
Ce type de faux échos est facilement repérable, s'il n'y a pas de précipitations, en regardant une séquence d'images. On y voit dans certains endroits des échos très forts qui varient d'intensité dans le temps mais sans changer de place. De plus, il y a une très grande variation d'intensité entre points voisins. Comme cela se produit le plus souvent en inversion nocturne, le tout commence après le coucher du soleil et disparait au matin,. L'extrême de ce phénomène se produit quand l'inversion est si prononcée et sur une mince couche que le faisceau radar devient piégé dans la couche comme dans un guide d'ondes. Il rebondit plusieurs fois au sol avant de revenir au radar. Ceci crée des échos de propagation anormale en bandes concentriques multiples.
Par contre, si l'inversion est due à une inversion pré-frontale (front chaud), il peut y avoir des précipitations mêlées avec la propagation anormale ce qui rend la détection plus problématique. Finalement, si l'inversion est en altitude, le faisceau radar pourrait frapper de vrais précipitations mais leur position serait trop basse par rapport à la réalité.

#### Infraréfraction

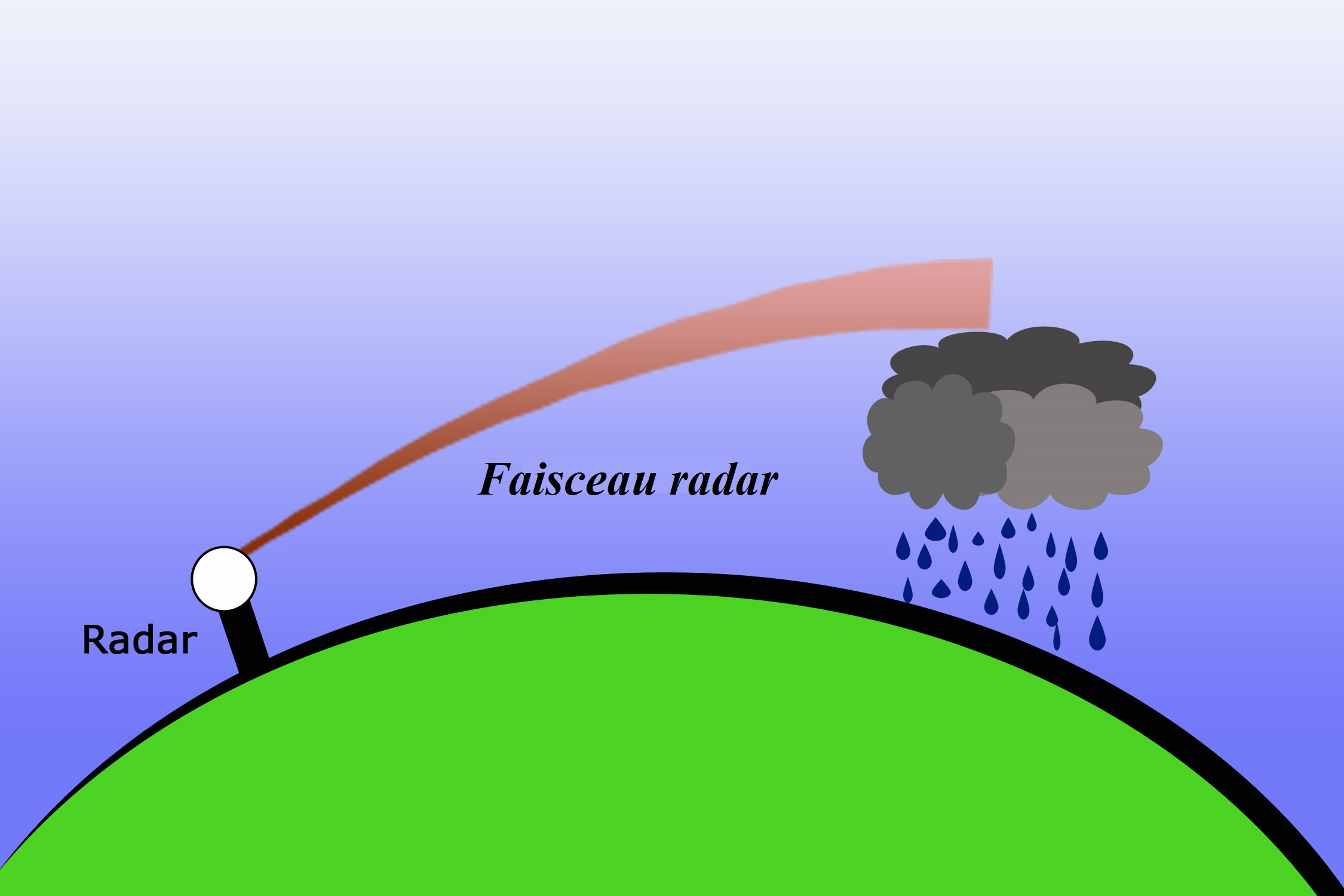
Infraréfraction.

Si la température de l'air diminue plus rapidement que dans l'atmosphère standard, comme dans une situation d'air instable (convection), l'effet inverse se produit. Cette situation est prévisible avec le sondage aérologique mais est difficile à repérer sur l'affichage radar. Le faisceau radar est alors plus haut que l'on pense et les échos sont donc à plus bas niveau qu'indiqués. Le faisceau peut également passer au-dessus d'une zone de précipitations qu'il aurait normalement pu détecter et l'infraréfraction limite ainsi la portée du radar météorologique en limitant la détection à bas niveau.

### Des cibles hors de la loi de Rayleigh
Une des hypothèses de l'interprétation radar est que le retour des cibles est proportionnel au diamètre des cibles. Ceci se produit quand les gouttes sont de l'ordre de 10 fois inférieures à la longueur d'onde utilisée. Si les cibles sont trop petites, le dipôle des molécules d'eau contenues dans la cible (ex. gouttelettes de nuage de quelques microns de diamètre) sera trop petit pour être excité et le retour sera invisible pour le radar.
Par contre si la cible s'approche de la longueur d'onde (ex. grêle de 5 cm), le dipôle de la cible sera excité de façon non linéaire et le retour ne sera plus proportionnel. Cette zone est appelée la diffusion selon la théorie de Mie.
Donc un radar météorologique opérationnel (5 et 10 cm en général) ne peut percevoir la bruine ou les nuages. D'un autre côté, si la réflectivité dépasse 50 dBZ, il est très probable que nous ayons affaire à de la grêle mais on ne peut en préciser le taux de précipitations.

### Résolution, volume sondé non rempli et gradients de réflectivité

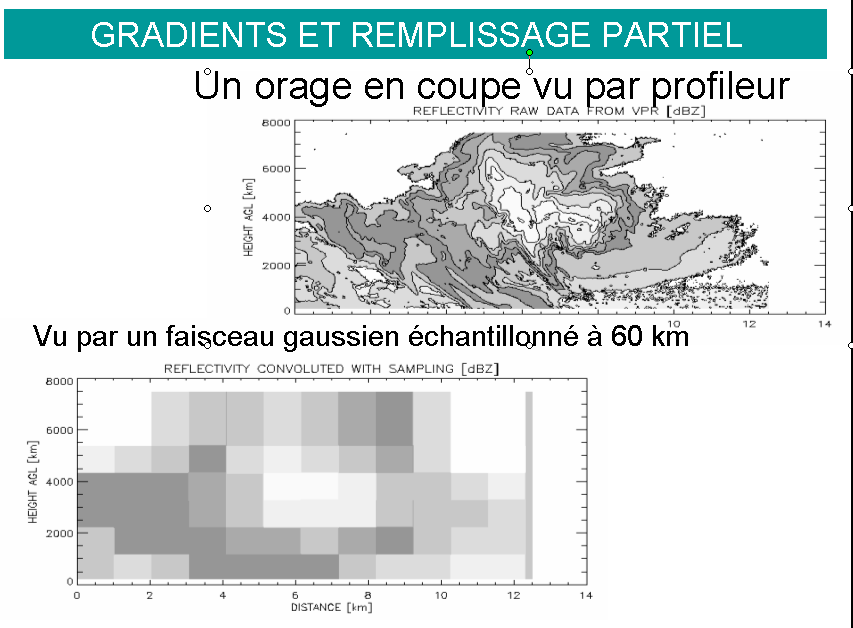
Vue par un profileur à grande résolution en haut et par un radar météorologique typique en bas.

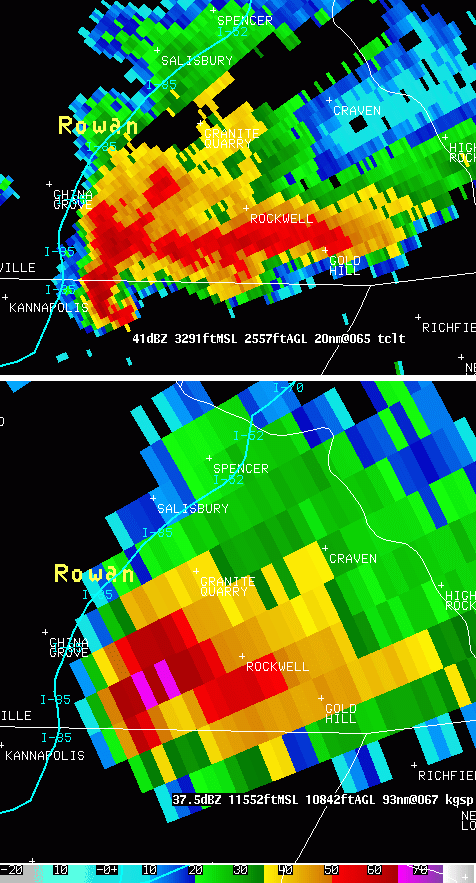
Un orage tornadique vu par deux radars très près l'un de l'autre. En haut, l'image du haut est d'un Radar météorologique d'aéroport TDWR et celle du bas d’un NEXRAD.

Le faisceau radar a une certaine largeur et on prend des données avec un nombre défini d'impulsions sur chaque angle de visée ainsi qu'à des angles d'élévation discrets. Il en résulte que nous avons des données qui moyennent les valeurs de réflectivité, de vitesse et de polarisation sur des volumes de cibles. Plus on est loin, comme on l'a vu plus haut, plus ce volume est grand.
Dans la figure de gauche, on voit en haut une coupe verticale effectuée lorsqu'un orage est passé au-dessus d'un profileur de vents. Ce dernier a une résolution de 150 m selon la verticale et de 30 m selon l'horizontale ce qui fait qu'on peut voir énormément de détails. On peut entre autres voir que la réflectivité change rapidement à certains endroits (gradient).
Comparons cette image à celle du bas, simulée à partir des caractéristiques d'un faisceau radar météorologique de 1 degré de largeur, à une distance de 60 km. On voit très clairement la dégradation qui est particulièrement importante dans les zones où le gradient est fort. Ceci montre comment les données des radars peuvent facilement déroger de l'hypothèse que le volume sondé est rempli de cibles uniformément disposées. De plus, le faisceau radar moyennant sur une plus grande surface, il incorpore des régions qui n'ont pas de cibles avec d'autres en ayant ce qui agrandit l'image des précipitations au-delà de la réalité. Ces effets de lissage et d'étalement des zones augmentent avec la distance ce qui peut laisser croire à un utilisateur que les zones de précipitations qui s'éloignent du radar deviennent moins intenses.
L'image de droite montre les données provenant d'un orage violent. L'image du haut, provenant d'un radar TDWR, a une résolution double de celle du NEXRAD. Nous pouvons beaucoup mieux voir les détails qui aideront le météorologiste à reconnaître la configuration dangereuse d'un écho en crochet annonciatrice d'une tornade. La diminution de la largeur du faisceau, en augmentant le diamètre de l'antenne ou en diminuant la longueur d'onde de sondage, est donc un facteur important pour mieux se conformer à l'hypothèse d'un volume rempli uniformément mais ne fait rien pour la dégradation avec la distance.

### Cibles non météorologiques

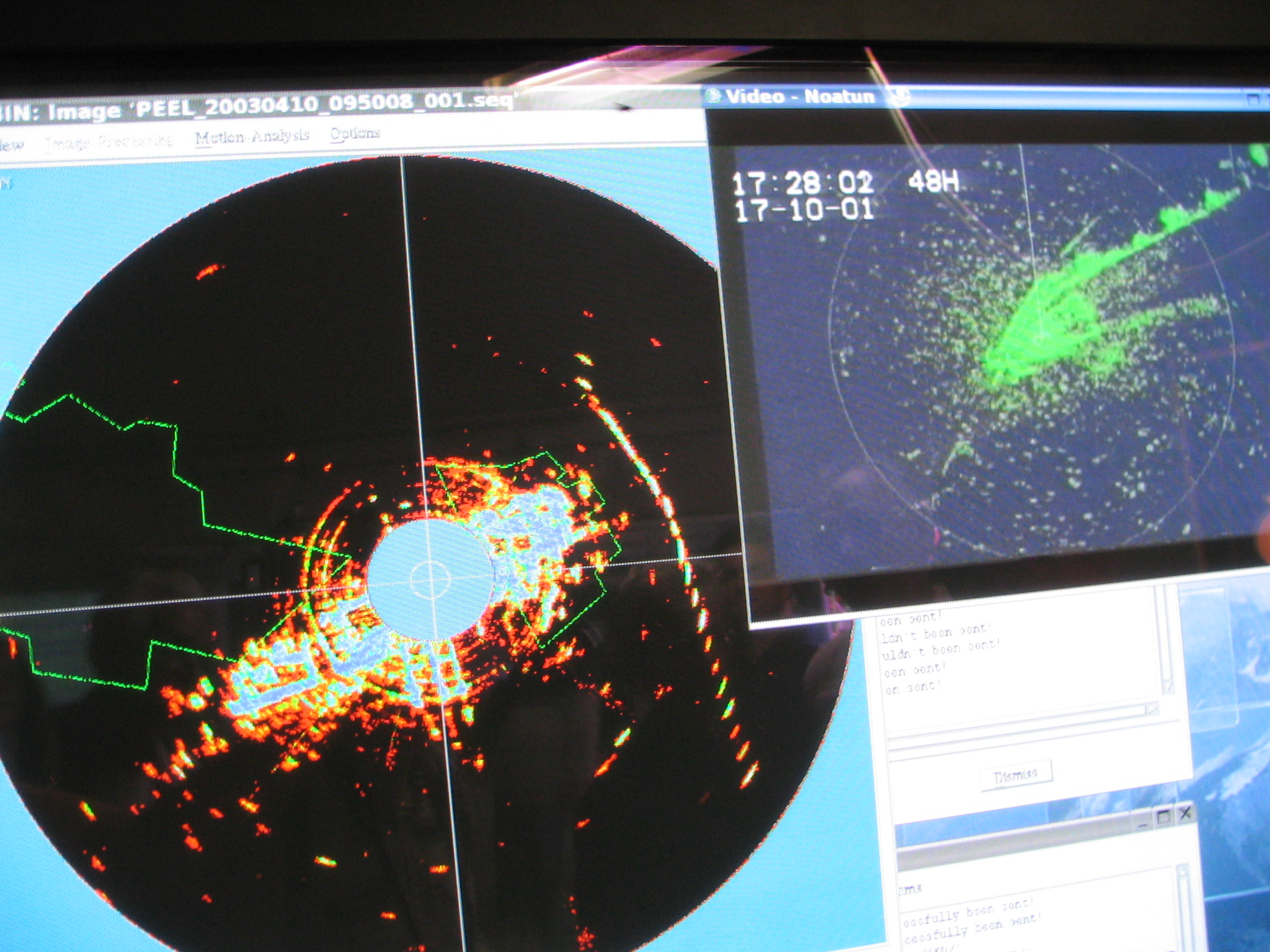
Migration des oiseaux vu par radar.

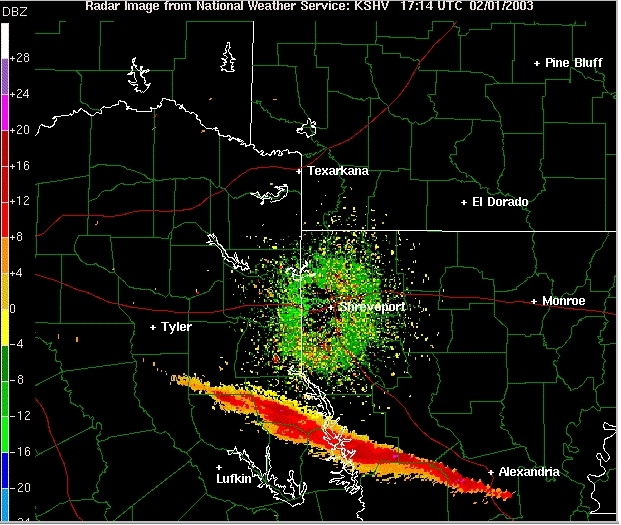
Débris de la navette Columbia vue par un radar NEXRAD.

En plus de la pluie, de la neige, du verglas et autres précipitations, le radar météorologique peut recevoir des échos provenant d'autres sources. Les principaux polluants des données sont :
- Les oiseaux, surtout en temps de migration
- Les insectes à très basse altitude
- Les leurres électroniques que peuvent laisser tomber des avions militaires (voir Paillette)
- Les obstacles solides comme les montagnes, les édifices, les avions
- La réflexion venant de plans d'eau à angle rasant.

Chacun de ces artéfacts a des caractéristiques propres qui permettent de les reconnaître de vraies précipitations pour un œil averti. Dans la section Solutions plus bas, il est montré qu'il est possible de les filtrer en combinant la réflectivité, les vitesses Doppler et la polarisation. Ces données peuvent être utiles pour certains utilisateurs une fois séparées des précipitations. Par exemple, plusieurs études universitaires et gouvernementales ont permis d'extraire les données sur la période, la hauteur et la trajectoire de migration des oiseaux et des papillons Monarques de ces échos parasites,
. Ces informations sont utiles pour les programmes d'aménagement des aires naturelles, la planification des parcs éoliens et toutes autres activités qui peuvent influencer les populations d'oiseaux ou d'insectes.
Le radar météorologique peut également percevoir des débris dans l'atmosphère sondée ce qui peut servir à divers utilisateurs :
- Cendres des feux de forêts[72] : les services de protection de la forêt peuvent s'en servir pour localiser la source des feux et leur évolution ;
- Chute de météorites[73] : permet de suivre et de comptabiliser les événements qui autrement ne seraient pas rapportés ;
- Débris d'explosion comme la désintégration de la navette Columbia le 1er février 2003 et l'explosion de l'accident ferroviaire de Lac-Mégantic du 6 juillet 2013[74] : permet aux services d'urgence de repérer les explosions et aux enquêteurs de reconstituer les événements ;
- Débris projetés en l'air par une tornade[75] : confirment aux météorologues la violence d'un orage et permettent ainsi de poursuivre les alertes météorologiques déjà en vigueur.

### Éoliennes

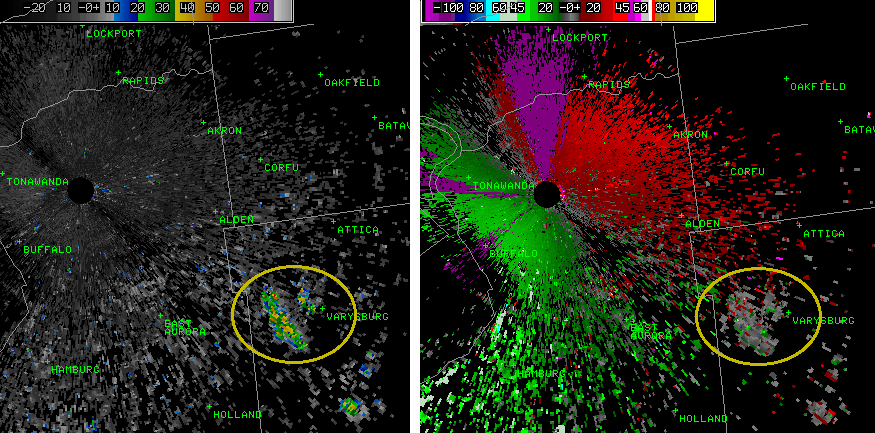
Réflectivité (gauche) et vitesse radiale (droite) au sud-est d'un radar. Les zones encerclées proviennent d'un parc d'éoliennes

Les parcs d'éoliennes constituent une nouvelle source de faux retours. Les mâts sont métalliques et les pales de ces appareils sont le plus souvent en fibre de verre ou en fibre de carbone mais comportent une insertion métallique servant de parafoudre. Elles peuvent retourner un signal assez intense vers le radar quand elles sont situées à une hauteur suffisante pour être dans la ligne de visée du faisceau. Bien que l’écho provenant d’une seule éolienne loin du radar peut être négligeable dans le volume sondé, un parc d'éoliennes situé près du radar donnera un retour total non négligeable. De plus, les pales étant en rotation, les données de vitesse radiale seront non nulles.
Ainsi des échos provenant d'un parc d'éoliennes peuvent être pris par erreur pour des précipitations ou se mêler à celles-ci. Dans ce dernier cas, si l'orientation des pales est correcte, on peut même noter un doublet de vitesses s'éloignant et se rapprochant du radar qui ressemblent à un mésocyclone et qui sera détecté erronément par le programme de traitement des données. Ceci est arrivé par exemple en 2009 à Dodge City (Kansas), États-Unis, et a déclenché une alerte à la tornade inutile quand une signature tornadique de rotation a été analysé dans les données du radar NEXRAD local.
Finalement, les éoliennes sont un obstacle physique qui coupe partiellement le faisceau radar et donc amène des problèmes de zones d'ombres totales ou partielles. Comme les autres blocages, ceci diminue le retour provenant des précipitations en aval du parc d'éoliennes ce qui amènera à leur sous-estimation. Des études sont en cours à la fois sur les éoliennes pour réduire leur surface équivalente radar et sur les algorithmes radar pour leur permettre de discriminer les éoliennes des autres échos.

### Atténuation

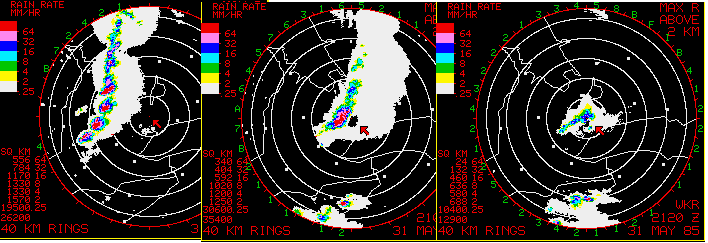
Exemple de forte atténuation par une ligne d'orages passant au-dessus d'un radar de 5 cm de longueur d'onde (flèche rouge). Source : Environnement Canada.

Toute onde électromagnétique peut être absorbée en passant dans un milieu quelconque car elle excite les molécules qui le composent. Cela peut donc enlever une partie des photons pour faire changer le niveau énergétique du milieu. L'air est très peu absorbant mais la molécule d'eau l'est. Plus la longueur d'onde porteuse du faisceau radar se rapproche de celle des gouttes d'eau (0,1 à 7 millimètres), plus le dipôle de ces molécules sera excité et plus l'onde sera atténuée par les précipitations rencontrées.
En conséquence, les radars météorologiques utilisent généralement une longueur d'onde de 5 cm ou plus. À 5 centimètres, lors de pluies intenses, on note une perte de signal en aval de celles-ci sur l'image radar (voir image). L'atténuation est cependant de nulle à acceptable dans des précipitations faibles à modérées et dans la neige. C'est pourquoi la plupart des pays des régions tempérées (Canada et une bonne partie de l'Europe) utilisent cette longueur d'onde. Elle nécessite une technologie moins coûteuse (magnétron et de plus petite antenne). Les nations ayant une prédominance d'orages violents utilisent une longueur d'onde de 10 centimètres qui est atténuée de façon négligeable dans toutes les conditions mais est plus coûteuse (klystron). C'est le cas des États-Unis, de Taïwan et d'autres.
Les longueurs d'onde de moins de 5 cm sont fortement atténuées, même par pluie modérée, mais peuvent avoir une certaine utilité à courte portée, là où la résolution est plus fine. Certaines stations de télévision américaines utilisent des radars de 3 centimètres pour couvrir leur auditoire en plus du NEXRAD local. La double polarisation des radars météorologiques permet cependant d’utiliser de nouveaux paramètres pour corriger les données atténuées. Plusieurs pays mettant à jour leur réseau radar de bande C de cette manière, comme le Canada et la France, des algorithmes robustes furent mis au point pour procéder automatiquement à cette correction. Ces algorithmes varient selon les caractéristiques du faisceau et la longueur d’onde,,.

### Bandes brillantes

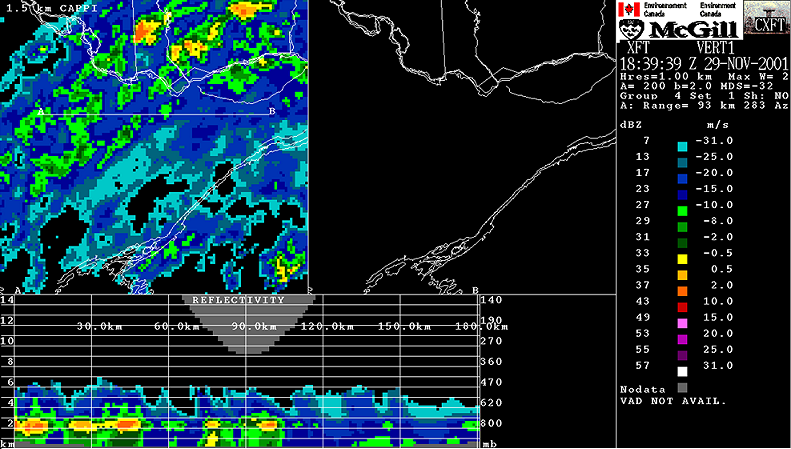
En haut, CAPPI de 1.5 km d'altitude fortement contaminé par la bande brillante (échos en jaune). La coupe verticale du bas montre qu'entre 1,5 et 2.5 km les échos radar sont plus intenses. C'est la bande brillante qui est causée par la fonte de flocons de neige (Source : Environnement Canada).

Comme nous l'avons vu antérieurement, le retour de réflectivité est proportionnel au diamètre, au nombre et à la constante diélectrique de la cible. Entre un flocon de neige et une goutte de pluie de même masse, il y a une différence importante de ces trois variables. Ainsi le diamètre d'un flocon est beaucoup plus grand que celui de la goutte mais la constante diélectrique est beaucoup plus petite. Les flocons tombant plus lentement, ils ont une plus grande concentration que les gouttes mais celles-ci se combinent souvent par collisions pour donner de plus grosses cibles. Lorsque l'on tient compte de tous ces facteurs et que l'on calcule la réflectivité de chacune de ces deux cibles, on se rend compte que la différence est d'environ 1,5 dBZ en faveur de la goutte.
Lorsque de la neige, en altitude, descend vers le sol et rencontre de l'air au-dessus du point de congélation, elle se transforme en pluie. Donc on s'attend à ce que la réflectivité augmente d'environ 1,5 dBZ entre une donnée radar prise dans la neige et une autre prise dans la pluie. À l'altitude où la neige commence à fondre, il y a cependant un rehaussement des réflectivités jusqu'à 6,5 dBZ. Qu'arrive-t-il?
À ce niveau, nous avons affaire à des flocons mouillés. Ils ont encore un diamètre important, se rapprochant de celui des flocons de neige, mais leur constante diélectrique s'approche de celle de la pluie et ils tombent lentement. Nous avons alors les trois facteurs favorisant une plus grande réflectivité. Il en résulte une zone qu'on appelle la bande brillante. Dans les données radar, sur PPI ou CAPPI, qui croisent ce niveau, l'on verra alors un rehaussement des intensités des précipitations qui n'est pas réel.
Utiliser les taux de précipitations contaminés par la bande brillante conduira donc à une surestimation des quantités de pluie au sol. Plusieurs techniques ont été développées pour filtrer cet artéfact par plusieurs services météorologiques. Le principe général est de repérer le niveau de la bande brillante et d'essayer d'utiliser les données dans la pluie sous celle-ci, si possible, ou sinon dans la neige au-dessus, mais avec correction,,.

### Géométrie du faisceau
Le faisceau émis n'est pas un pinceau comme un faisceau laser mais il a plutôt la forme d'un diagramme de diffraction par une fente puisque l'onde émise sort par la fente d'un tube guide d'ondes au point focal d'une antenne parabolique. Le pic central (le faisceau radar) est plus ou moins une courbe gaussienne mais il y a des pics secondaires qui peuvent également illuminer les cibles hors de l'axe principal. Tout est fait pour minimiser l'énergie des pics secondaires à une faible fraction du pic central mais ils ne sont jamais nuls.
Lorsque le faisceau radar passe sur un écho particulièrement fort, le retour de l'énergie du pic central est dans l'axe de visée. Les retours des pics secondaires (voir lobe secondaire) arrivent, quant à eux, au même temps où le pic central illumine un autre angle de visée. Comme le récepteur note l'angle de visée du pic central, les retours des pics secondaires sont donc notés à un mauvais azimut ce qui crée un faible faux retour de chaque côté de notre vrai écho.
|  |  |  |

### Réflexions multiples

Réflexion du faisceau radar par la grêle.

Le faisceau radar est réfléchi par la cible dans toutes les directions. En général, le retour venant de réflexions multiples dans le nuage est négligeable. Dans certaines conditions où le cœur des précipitations est intense (comme la grêle), une partie importante de l'énergie du faisceau radar sera réfléchie vers le sol. Comme ce dernier est très réflectif, il en retournera une bonne partie vers le nuage. La zone de précipitations intenses en retourna finalement une partie vers le radar. On aura alors une réflexion à trois corps.
Comme cet écho supplémentaire arrive plus tard que l'écho initial du nuage, à cause du plus long trajet, il sera placé erronément à l'arrière des vrais échos de précipitations. Sur un PPI ou un CAPPI, il prendra l'aspect d'un cône ou d'une zone allongée de faible intensité derrière le cœur le plus intense des précipitations. Dans une coupe verticale, on verra que ce cône ne touchera pas le sol. Il s'étendra selon une direction radiale le long d'un angle d'élévation par rapport au radar et passant pas le cœur.

## Solutions actuelles et futures

### Filtrage

Image radar brute et filtrée de la région de Toronto.

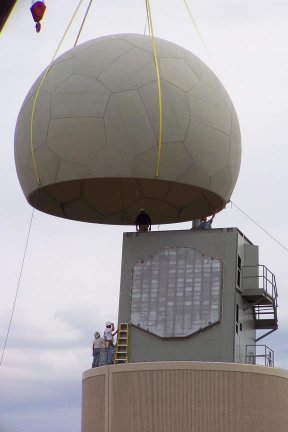
Installation de l'antenne d'un ancien radar SPY-1A de la US La Navy au National Severe Storms Laboratory, Norman, Oklahoma

La boucle suivante montre comment on peut nettoyer une image brute de réflectivité pour trouver les vrais échos dus aux précipitations. Comme ces derniers sont en général mobiles, en éliminant les échos dont la vitesse est nulle, obtenue par traitement Doppler, il ne nous reste que les vrais échos. Bien que le traitement soit complexe et faillible, il donne en général des résultats très intéressants. Les problèmes dus au changement de type de précipitations, au mélange de ces derniers et aux cibles non météorologiques, comme les oiseaux, peuvent quant à eux être filtrés par l'utilisation d'un filtre venant des données de polarisation. Ceci commence à être fait opérationnellement et donne de bons résultats,.

### Réseau à petite échelle
La résolution du radar est également un facteur important dans l'identification et la mesure des intensités des précipitations. On peut augmenter le diamètre de l'antenne afin de diminuer la largeur du faisceau mais les coûts sont importants. Une autre façon est d'augmenter la densité du réseau de radars afin d'utiliser les données les plus près de chaque radar, là où le faisceau est le moins large.
Un tel programme appelé CASA, pour
Center for Collaborative Adaptive Sensing of the Atmosphere, subdivise la région couverte par un radar régulier et chaque secteur est couvert par petit radar peu coûteux qui ne sonde qu'à bas niveau,. Ceci ajoute de l'information de grande résolution à bas niveau et comble le manque de données sous l'angle minimum du radar principal. Un tel réseau peut utiliser une longueur d'onde plus courte ce qui diminue la grosseur des antennes mais l'atténuation par les précipitations est significative. Il faut alors que chaque point soit couvert par plusieurs radars qui vont compenser pour l'atténuation en « regardant » chacun d'une direction différente. Un tel réseau pourrait même théoriquement remplacer les radars actuels si le coût et la technologie de coordination du sondage deviennent compétitifs.

### Balayage électronique
Depuis 2003, un radar tridimensionnel à balayage électronique, acheté de la United States Navy par le service météo de la NOAA, est mis à l'essai pour voir l'utilité de ce concept dans la détection des précipitations. L'avantage de ce type d'antenne est d'obtenir un sondage de l'atmosphère dans un temps beaucoup plus rapide qu'avec une antenne conventionnelle, permettant de voir l'évolution des orages avec une résolution temporelle grandement supérieure. Comme ces derniers peuvent changer de caractéristiques très rapidement et donner du temps violent, l'espoir est de pouvoir mieux anticiper le déclenchement des phénomènes violents (tornade, grêle, pluie torrentielle et rafales descendantes) et ainsi améliorer les préavis d'alertes météorologiques.
On estime qu'il faudra de 10 à 15 ans pour compléter les recherches et faire les plans pour construire une nouvelle génération de radars météorologiques utilisant ce principe qui pourraient donner un sondage complet en moins de 5 minutes. Le coût estimé de cette expérience est de 25 millions USD,.

#### Informations supplémentaires en français
- « Météorologie radar, détection de la foudre et nowcasting. », Institut royal météorologique de Belgique (consulté le 5 mai 2020).
- « Radar météo - Guide d'utilisation », Service météorologique du Canada (consulté le 5 mai 2020).
- « Les radars météorologiques », Météo-France, 2019 (consulté le 5 mai 2020).

#### Informations supplémentaires en anglais

##### Général
- (en) NWS, « Dual-Polarization Radar Training for NWS Partners ».
- (en) « Introduction to Doppler Radar », National Weather Service.
- (en) « Doppler Radar Frequently Asked Questions », National Weather Service (version du 9 juillet 2011 sur Internet Archive).
- (en) « Research Tools: Radar », NSSL.
- (en) « Understanding Weather Radar », Weather Underground.
- (en) « Radars à l'Université McGill de Montréal, Canada ».
- (en) Jeff Duda (trad. Comment utiliser et interpreter les données radar dopplérisées), « How to use and interpret Doppler weather radar », Université d'État de l'Iowa (consulté le 15 mars 2021).
- (en) Jeff Duda, « A History of Radar Meteorology: People, Technology, and Theory », Université d'État de l'Iowa (consulté le 22 septembre 2024).

##### Données
- Radar polarimétrique de recherche en bande-C, avec données en temps réel, par l'Université d' Alabama à Huntsville